# Рафаель Санті
Рафае́ль Са́нті (італ. Raffaello Santi, Raffaello Sanzio; 28 березня чи 6 квітня 1483, Урбіно — 6 квітня 1520, Рим) — італійський живописець, графік і архітектор умбрійської, а згодом римської школи. Один з найяскравіших представників мистецтва епохи Високого Відродження, або римського класицизму початку XVI століття. За своє недовге життя він став одним з найславетніших і багатих художників Італії. У своїх творах Рафаель втілив уявлення про піднесені ідеали ренесансного гуманізму. Наприкінці життя переїхав до Риму.

## Біографія

### Ранні роки
Рафаель народився у містечку Урбіно в області Марке, що належав тоді герцогам Монтефельтро.
Був сином Джованні Санті — придворного художника урбінського герцога. До того ж батько займався поезією. Збережені картини батька мають невелику мистецьку вартість. Але перші навички Рафаель отримав у майстерні батька, що прищепив сину зацікавленість у мистецтві. Коли батько помер, Рафаелю виповнилося одинадцять років. Відтепер на виховання підлітка і зростання його майстерності матимуть вплив сторонні митці.

### Мистецькі скарби в Урбіно

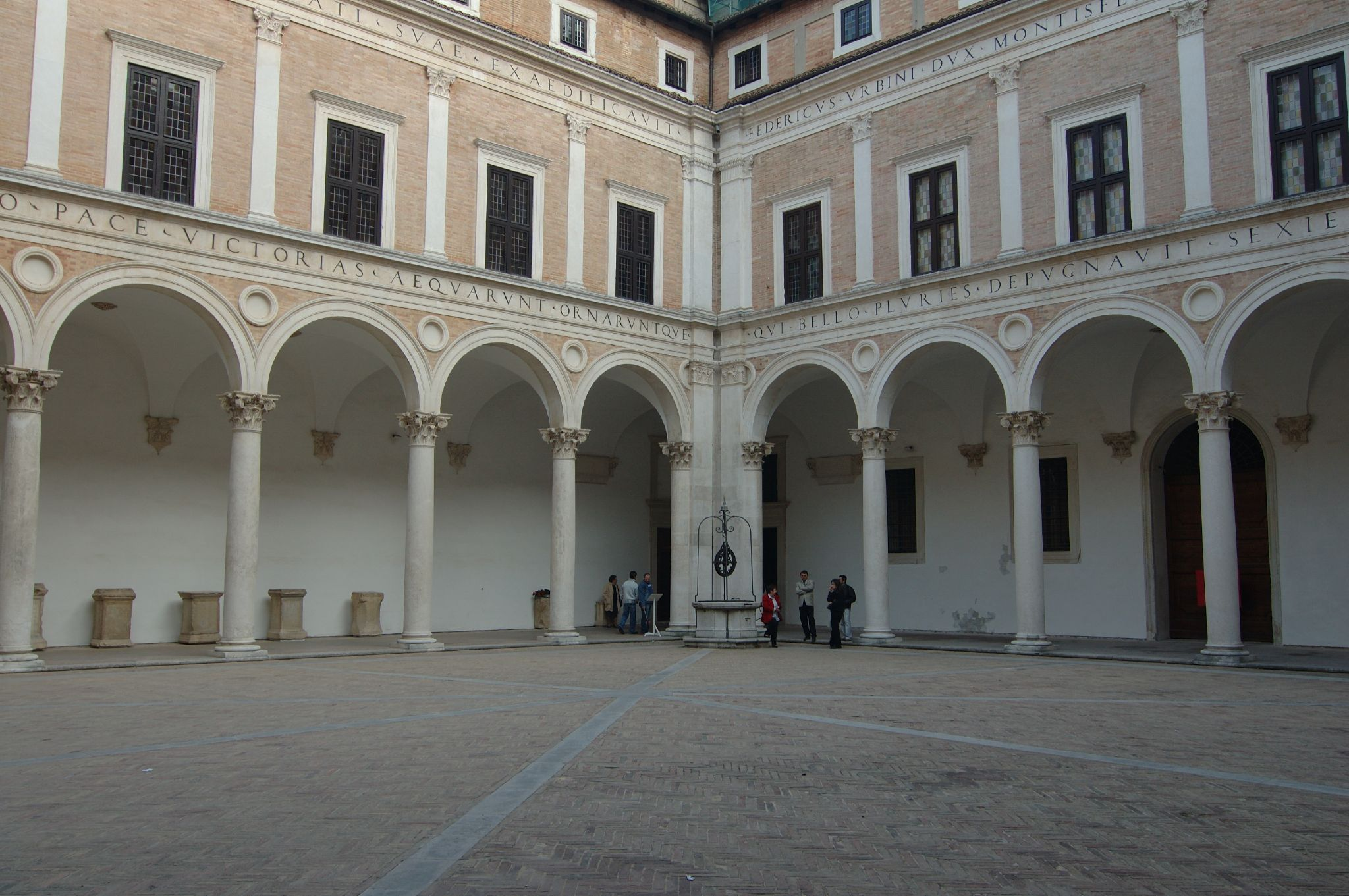
Лучано да Лаурана. Замок герцогів Урбінських, внутрішній двір.

Невеличкий Урбіно завдяки зусиллям герцога — став відомим ренесансним центром. У місті залишився довершений майоліковий рельєф, який створив Лука делла Роббіа, що прикрасив одну з місцевих церков. У гостинному Урбіно роками перебував художник П'єро делла Франческа, що займався питаннями перспективи і використання її настанов в живописі. Хоча вплив художньої манери делла Франческа на Рафаеля був мінімальним. В Урбіно перебував високоосвічений Альберті Леон-Баттіста, найкращий серед теоретиків італійської архітектури XV століття.
Новітні ідеї Альберті були використані надвірними архітекторами герцога при побудові резиденції володаря. Так палац, який створили в 1460-1470-ті рр. Лучано да Лаурана та Франческо ді Джорджо став серед перших світських споруд доби італійського Відродження в провінції. Гармонійні форми твору Лучано да Лаурана дорослий Рафаель згадуватиме, коли сам буде залучений до архітектурної практики в Римі.

### У майстерні Перуджино

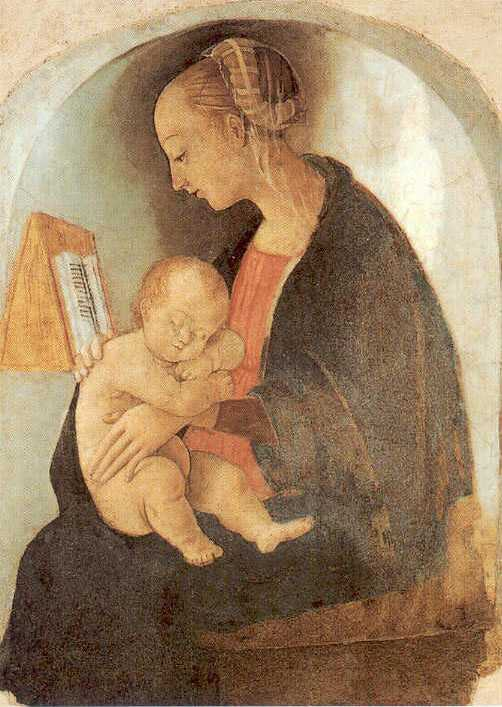
Мадонна з немовлям (1498). Один із найперших творів майстра. Цю фреску Рафаель виконав у 15-річному віці

Дитиною вчився у місцевих майстрів Тімотео Віті та Еванджеліста да П'ядімелето. У 1500 році Рафаель перебрався до Перуджі, пішов вчитися до майстерні П'єтро Перуджино — головного митця умбрійської живописної школи. У майстерні П'єтро Перуджино молодий Рафаель працював чотири роки — до 1504-го. Вплив художньої манери Перуджино відчутний у ранніх творах Рафаеля.

### Три ранні шедеври
У 1504 році художник приїхав до Флоренції — центру тогочасного Відродження у мистецтві Італії. З містом пов'язана творчість Арнольфо ді Камбіо, Філліппо Брунеллескі, Мазаччо, Доменіко Гірляндайо, да Вінчі, Мікеланджело, та інших велетнів італійської культури.
До цього періоду належать три маленькі шедеври молодого художника:
- «Мадонна Конестабіле»
- «Сон лицаря» (Лицар на перетині шляхів)
- «Заручини Діви Марії».

«Мадонна Конестабіле» — тондо, створене ще зовсім молодим і несміливим майстром. Картина виконана в техніці темпери і досить сильно нагадує образи, які десятками випускали з майстерні Перуджино. Рафаель — це митець, котрий не претендує на щось величне і значуще, але вже помітні потяг до індивідуальних композицій, поетичного характеру персонажів, розміщених в простому, майже спрощеному природному середовищі.
Значно більші завдання поставив митець перед собою і успішно розв'язав в композиції «Сон лицаря» (Лицар на перетині шляхів). На дорозі, майже в пилюці спокійно і зручно розмістився молодий лицар-юнак. Він чи то заснув, чи то замріяв, і перед його внутрішнім зором предстали дві привабливі жіночі постаті — гарненька Насолода з квітами і серйозна Доброчинність з мечем і книгою. Юнак-лицар ще перебуває в скутому стані, але жереб вже кинутий. І йому обов'язково треба обрати життєвий шлях — або життя, витрачене на насолоди, або нелегкий шлях подолання перешкод, уславлених вчинків і праці, яку уособлюють меч і книга серйозної Доброчинністі.
У невеличкій картині «Заручини Діви Марії» Рафаель розробив біблійний сюжет схожої композиційної побудови. Теж робить спробу побудувати групу свідків заручин симетричною і невимушеною(хоча не обтяжує себе портретністю персонажів), грає з перспективною побудовою вимостки напівпорожнього майдану, що веде погляд глядачів до центричного, фантазійної архітектури храму. Його спокійна і гармонійна побудова — ще один головний персонаж композиції.

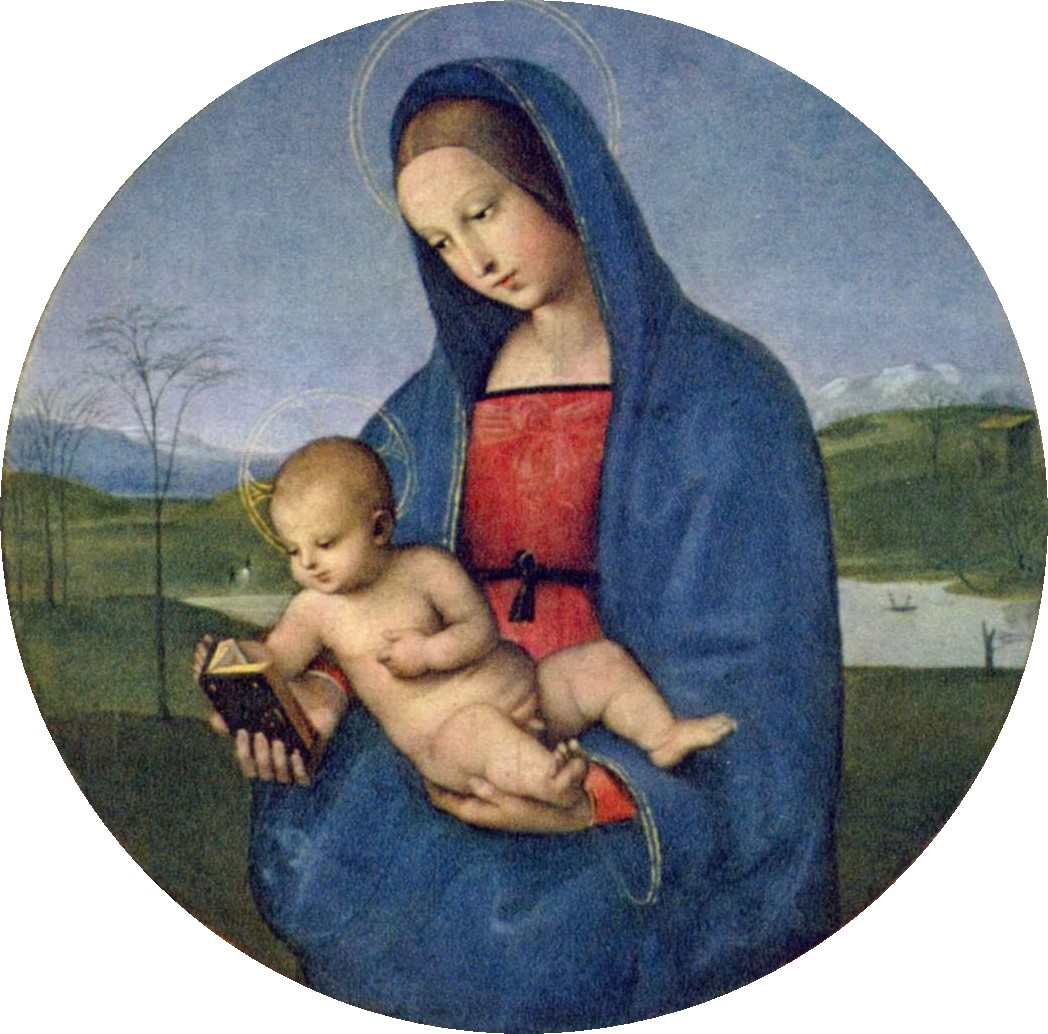
Мадонна Конестабіле. 1504. Ермітаж. Санкт-Петербург
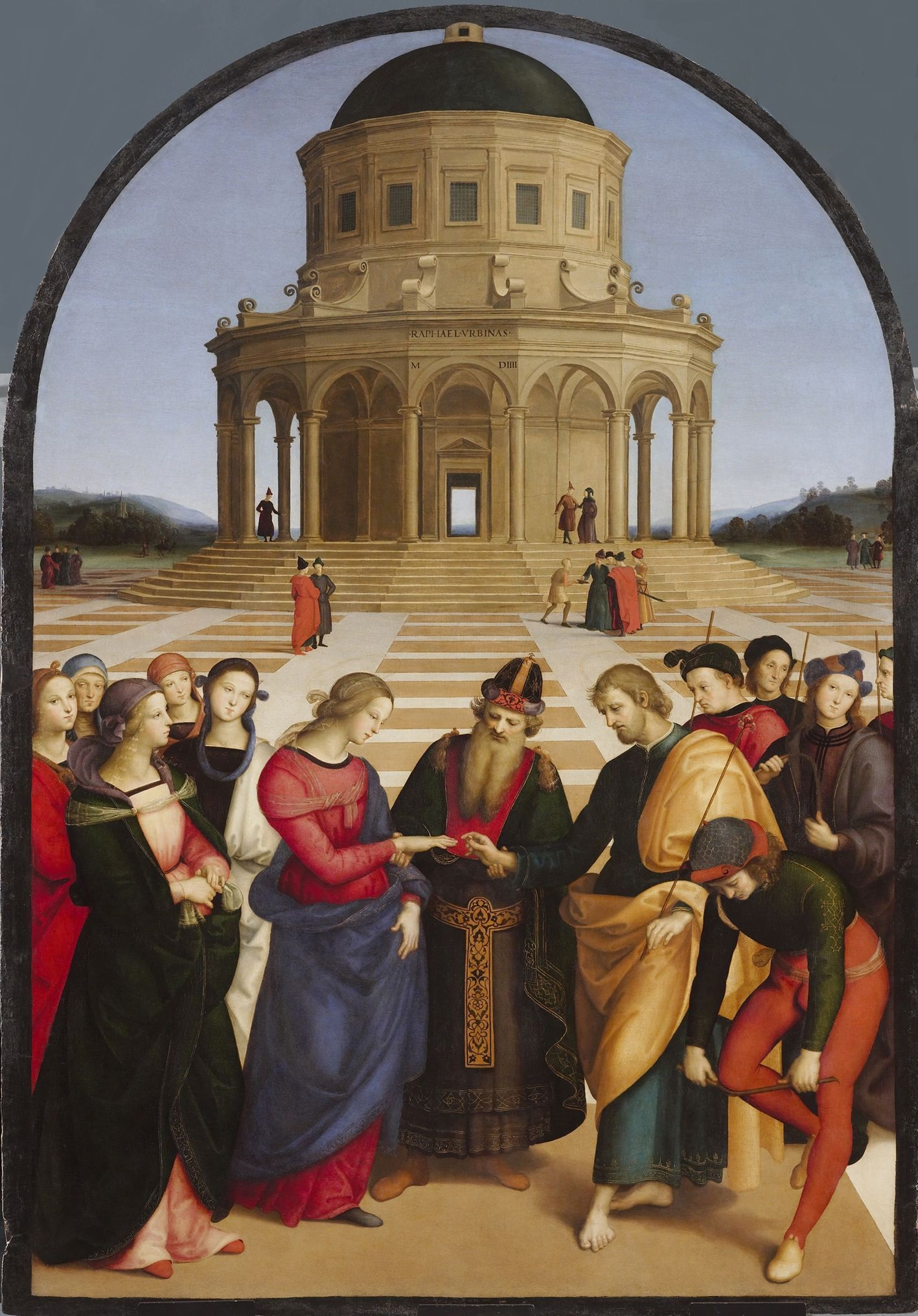
Заручини Діви Марії. 1504. Пінакотека Брера. Мілан
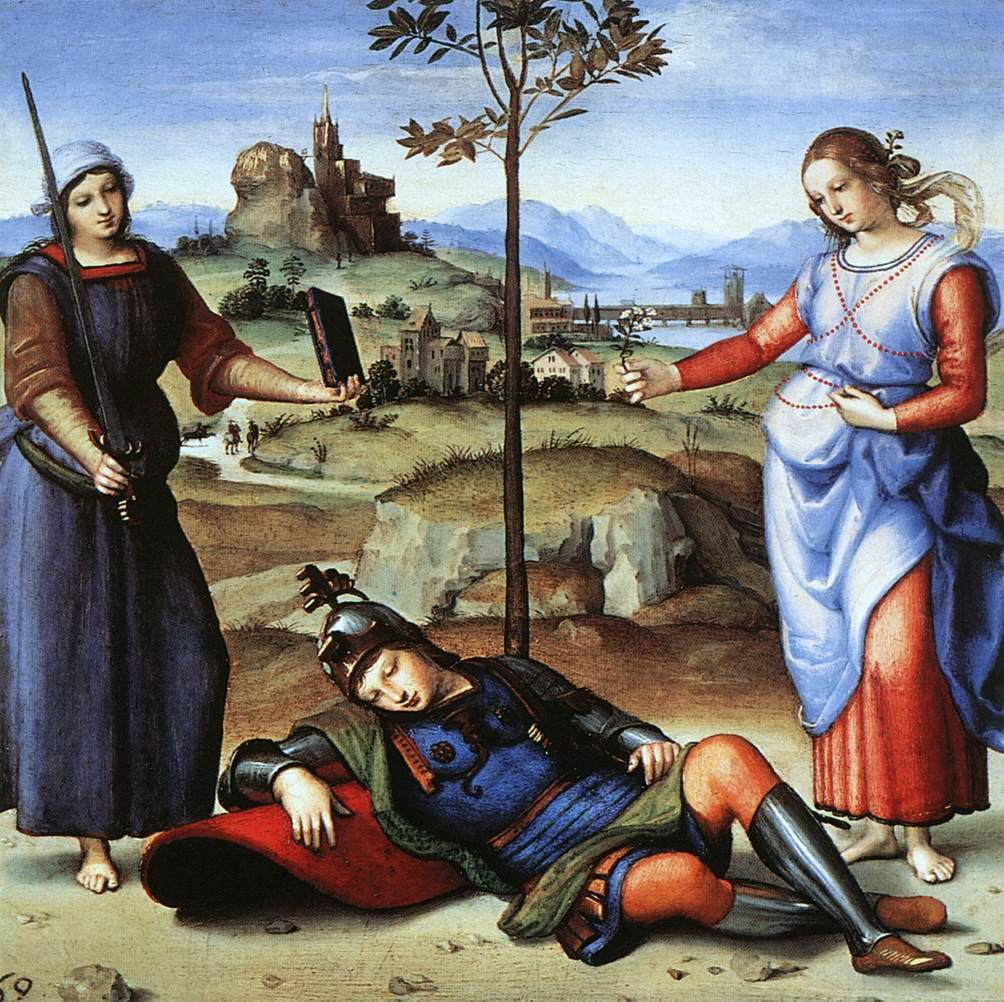
«Сон лицаря» (Лицар на перетині шляхів), Національна галерея (Лондон)

## Рафаель портретист

Портрет Біндо Альтовіті, Вашингтон, Національна галерея.

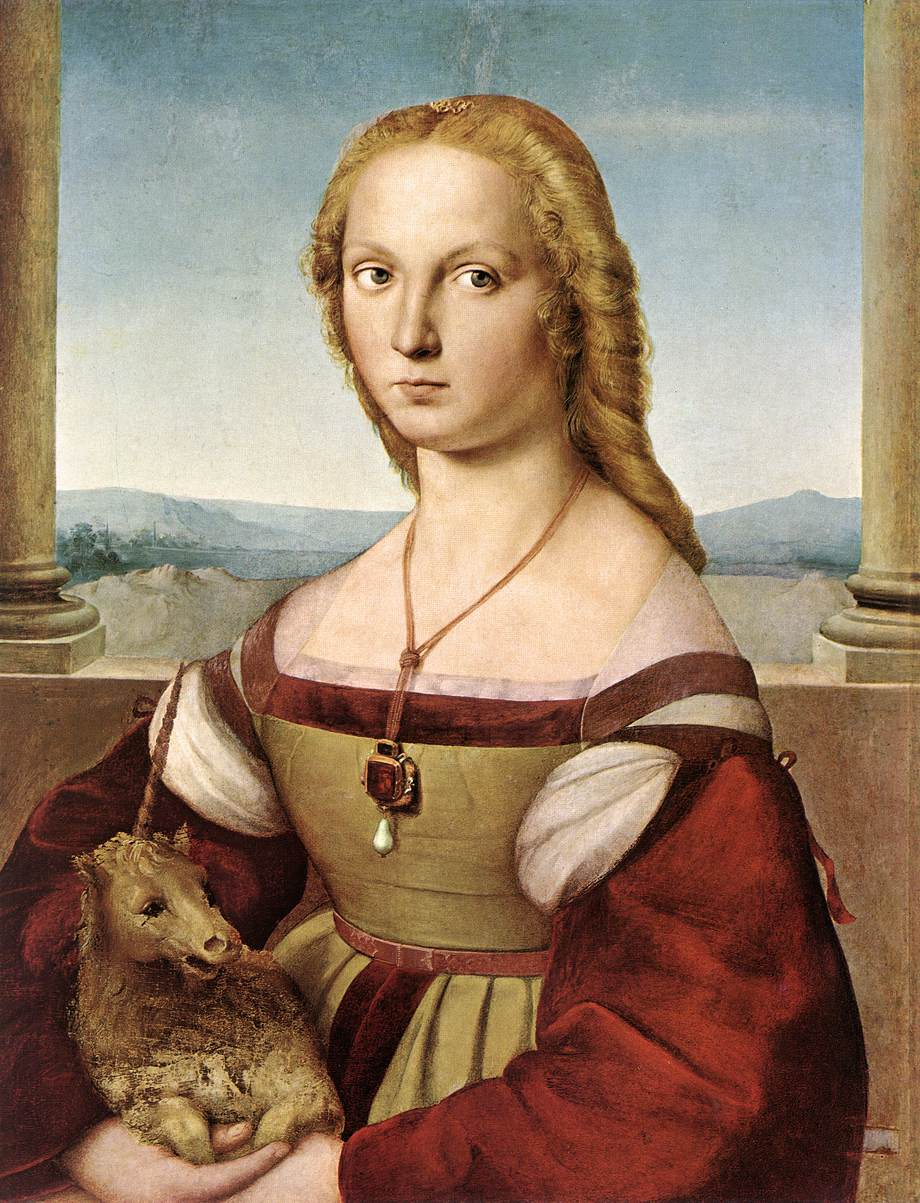
Флорентійська пані з однорогом.

Серед перших портретних зображень художника — портрети Аджело та Маддалени Доні. Він подав подружжя на тлі далекого пейзажу. Позування було довгим, тому вимога довго сидіти без рухів відбилася відвертою нудьгою на обличчі Маддалени Доні. Молодий художник старанно відтворив каблучки на руках Анджело та ювелірну прикрасу з великою перлиною на Маддалені, її коштовне вбрання, червону сукню, сині рукава, прозору хустку на плечах. Але психологічний стан персонажів ще мало відтворений в портретах.
Рафаель створив небагато суто станкових портретів. Значно більше їх лише на фресках у Ватикані. Здається, він брався за їх створення не дуже охоче, хоча їх непогано оплачували. Майже всі вони поясні. Як правило, модель зручно розміщувалася в кріслі (Анджело Доні, дружина Доні — Маддалена, Донна Велата, кардинали, делла Ровере, кардинал Бернардо Довіці да Бібієна). Ранішніх портретів мало, серед них і його автопортрет років у 16–17. Рано позбавлений батьківської любові і опіки, Рафаель штучно уникав драматичних сцен, людських трагедій, невдоволення страшною дійсністю зламу XV–XVI століть. Навіть про його ранішній автопортрет в Римі неможливо нічого розповісти (молодий і цнотливий), настільки все приховане. Але в цю бездоганність не віриш, бо вона маска.
17 вересня 2023 року, на міжнародній конференції «Бачення досконалості Рафаеля Санті», яка проходила в Пергола (Італія), експерти заявили, що знайшли нову картину Рафаеля. Портрет із зображенням обличчя К'яри Фанчеллі, дружини П'єтро Перуджіно, була написана на дерев'яній панелі з тополі розміром 46 см на 34 см. Картина датована 1504 роком та належить до іноземної приватної колекції. Як відомо, у 1500 році Рафаель перебрався до майстерні П'єтро Перуджіно, де працював чотири роки, саме до 1504 року. Вплив художньої манери Перуджіно відчутний у ранніх творах Рафаеля.
Престижна праця у Ватикані і наближеність до папи римського обумовили і коло його замовників. Це вибагливі кардинали, римські аристократи, можновладці, дипломати. Як правило, це впливові особи з високою освітою чи люди, що вершать політику або дуже наближені до неї. Язик вони мали для того, щоби найкраще сховати свої наміри і дії. Все більш прихованим ставав і сам Рафаель. З часом зросли спостереження молодого художника і його майстерність портретиста. Поглиблюються його психологічні характеристики, які досягають вершин в Римі, в середовищі амбітних кардиналів, багатих ділків і банкірів, пихатих римських пап, суворих римських матрон.
Інколи сама модель давала підстави розкрити душу більше, на грані дозволеного. Так виник портрет Біндо Альтовіті (Вашингтон, США).Він син багатих батьків і сам банкір. Як ніхто, родина Альтовіті знає вагу золота і утаємничених знань, страшні таємниці римських вельможних родин, підкупи, їх розпусту, цинізм і показову шляхетність. Модно одягнений, з довгим волоссям молодик дивиться тривожно і допитливо. Навіть заможна родина і великі гроші не позбавили особу від тривог, невдоволення дійсністю, розчаруванням у багатому, але небезпечному оточенні Риму, де нікому не можна довіряти.
Біндо Альтовіті переживе смерть Рафаеля, ганебне Пограбування Риму (Sacco di Roma), народження маньєризму в Італії. З деякими майстрами маньєризму, які дожили до сивого волосся, банкір спілкуватиметься. В похилому віці він замовить бронзове погруддя самому Бенвенуто Челліні. З 20 століття воно теж зберігається в США (музей Гарднер, Бостон).

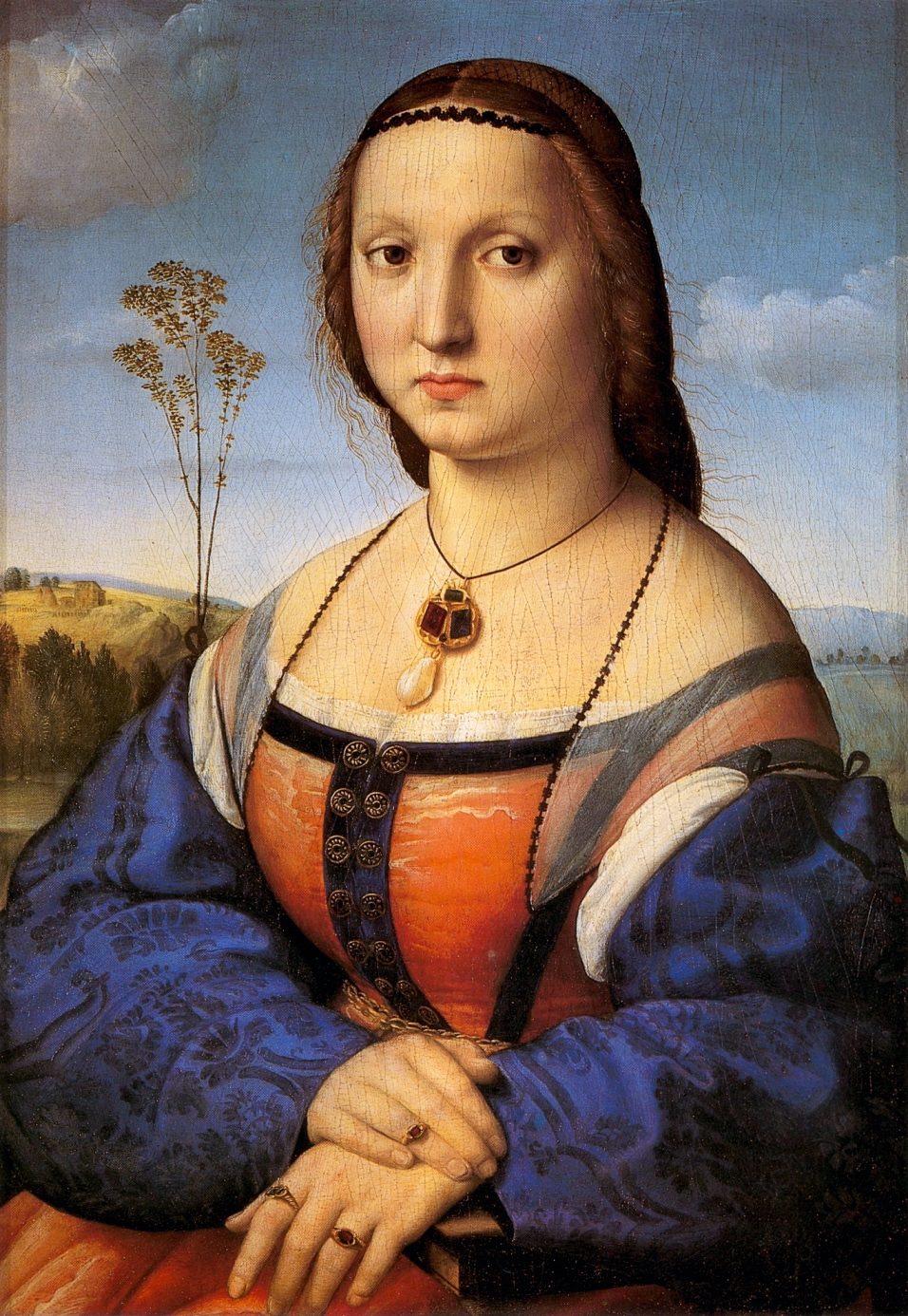
Портрет Маддалени Доні. 1506. Галерея Палатіна. Флоренція
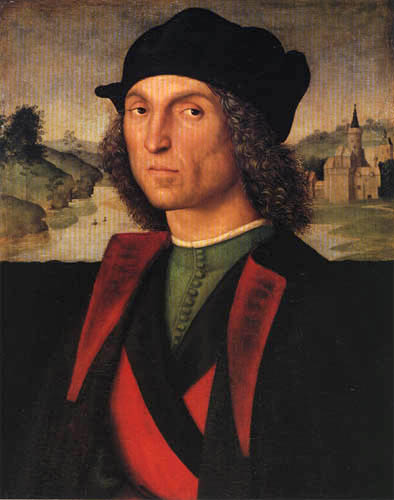
Гвідобальдо Монтефельтро
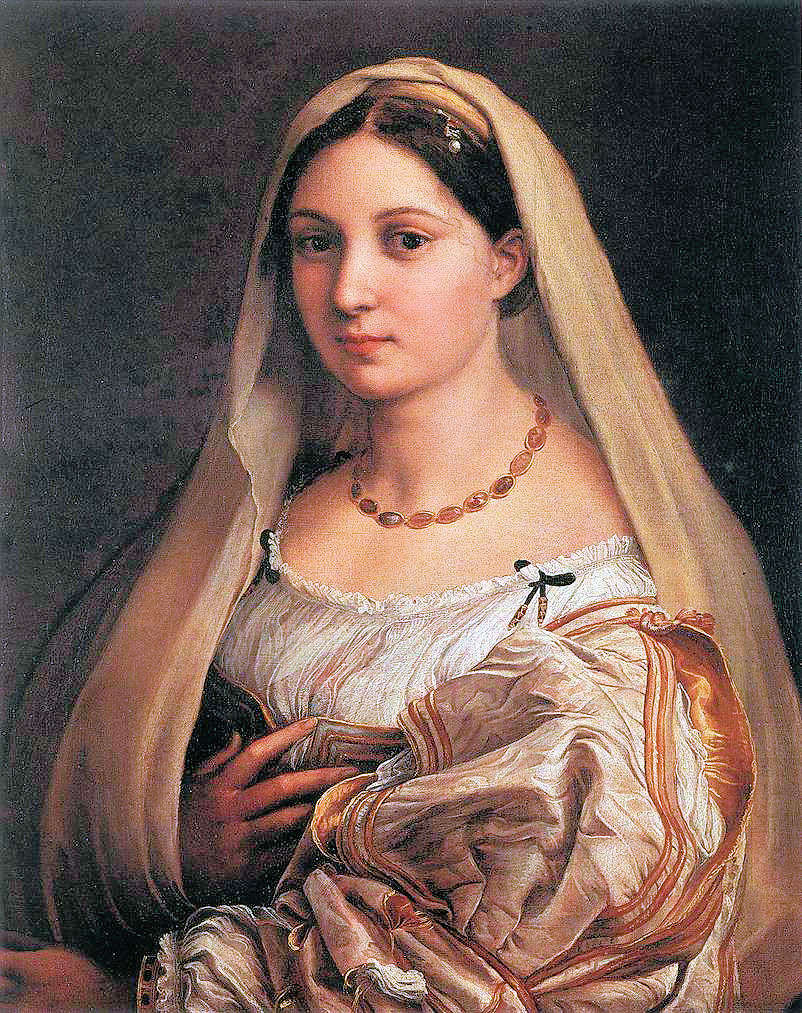
Донна Велата, сеньйора під покривалом, Палаццо Пітті, Флоренція
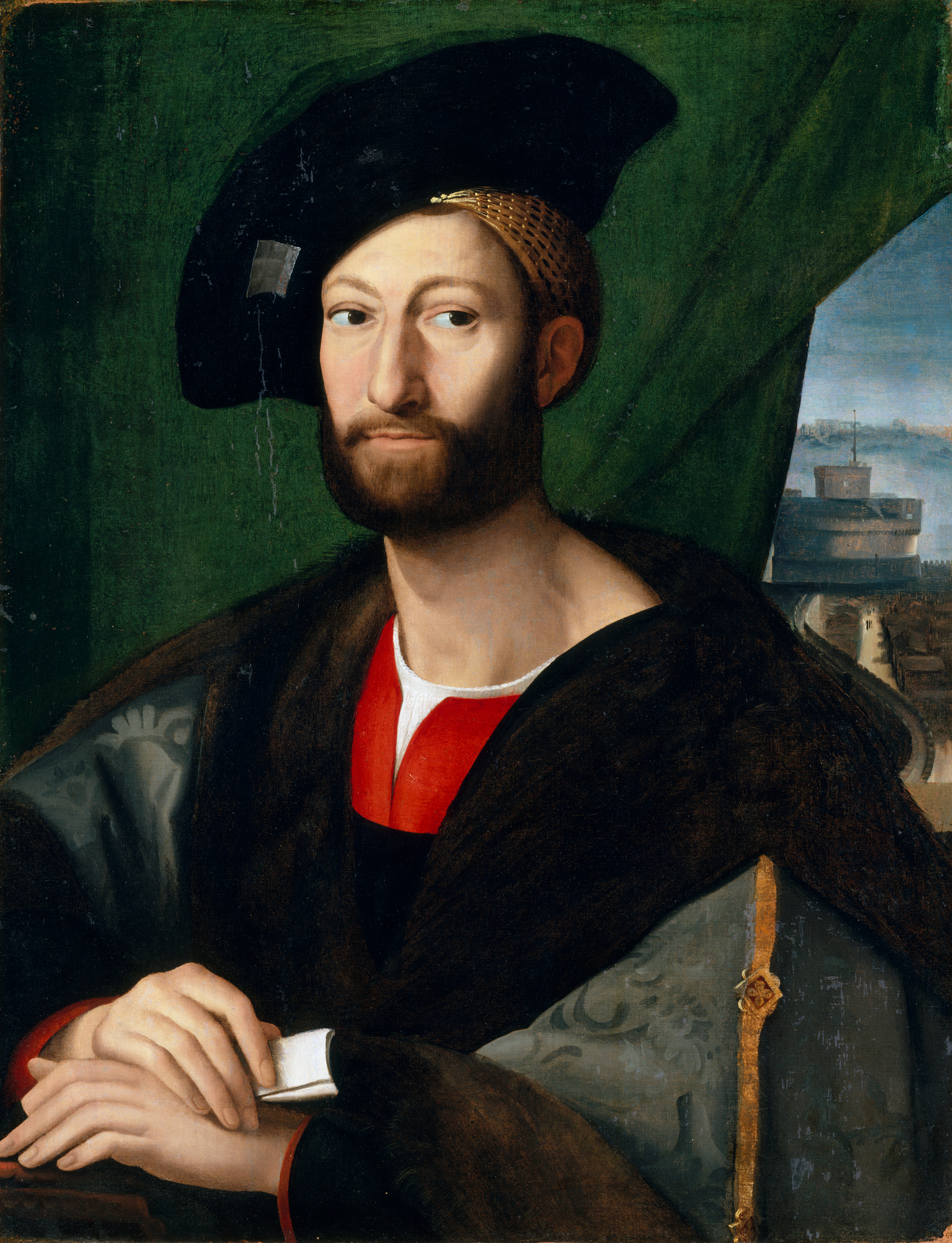
Джуліано де Медичі
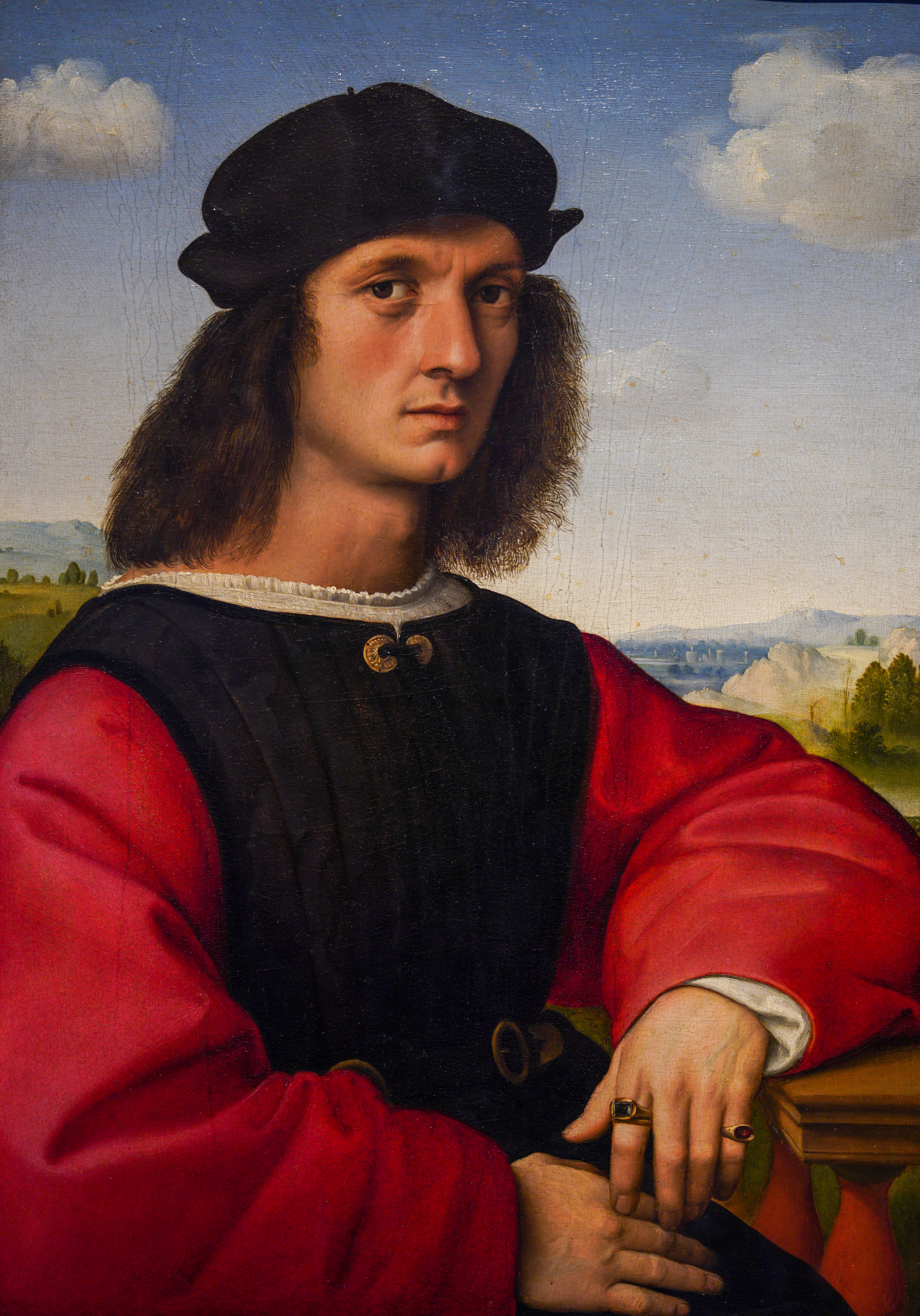
Портрет Анджело Доні. 1506. Галерея Палатина. Флоренція
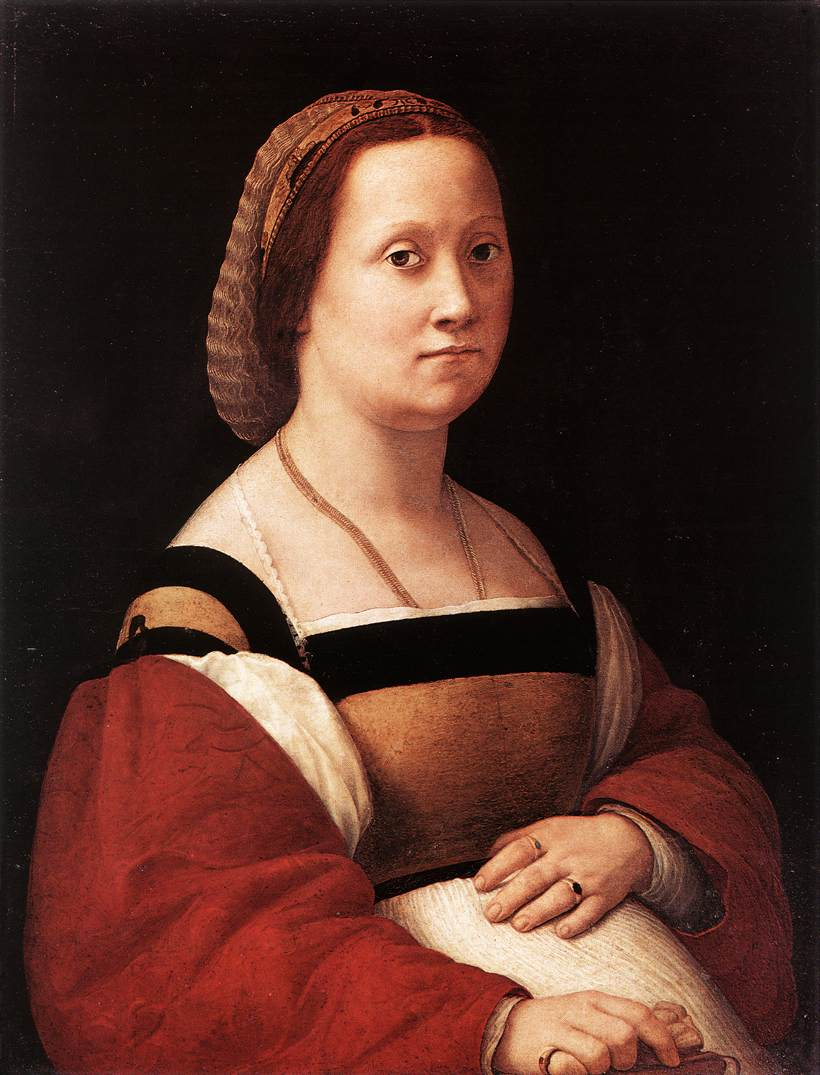
Вагітна пані
Портрет Балтазара Кастильоне. 1514-1515. Лувр, Париж
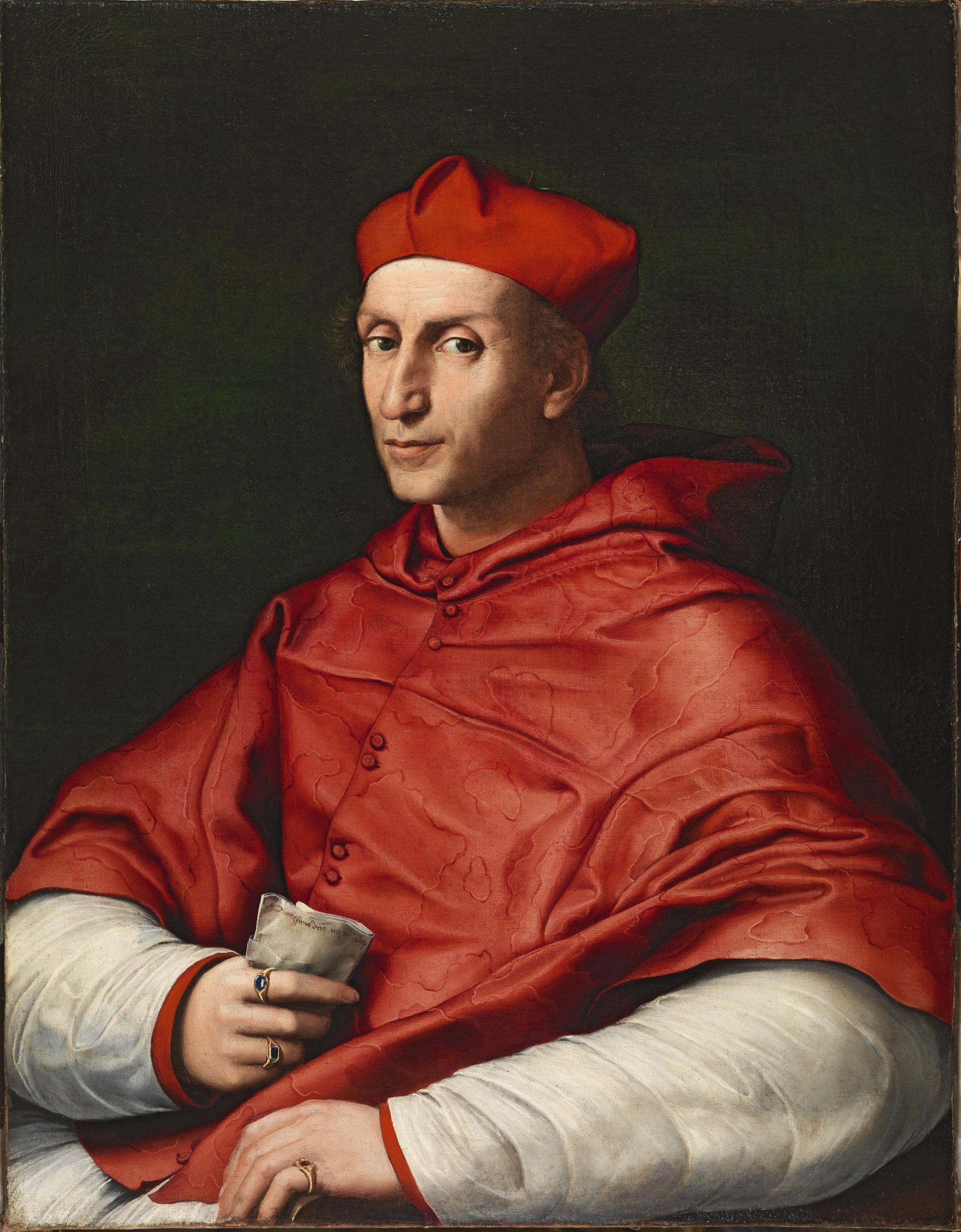
Кардинал Бернардо Довіці да Бібієна, Палаццо Пітті

## Мадонни пензля Рафаеля

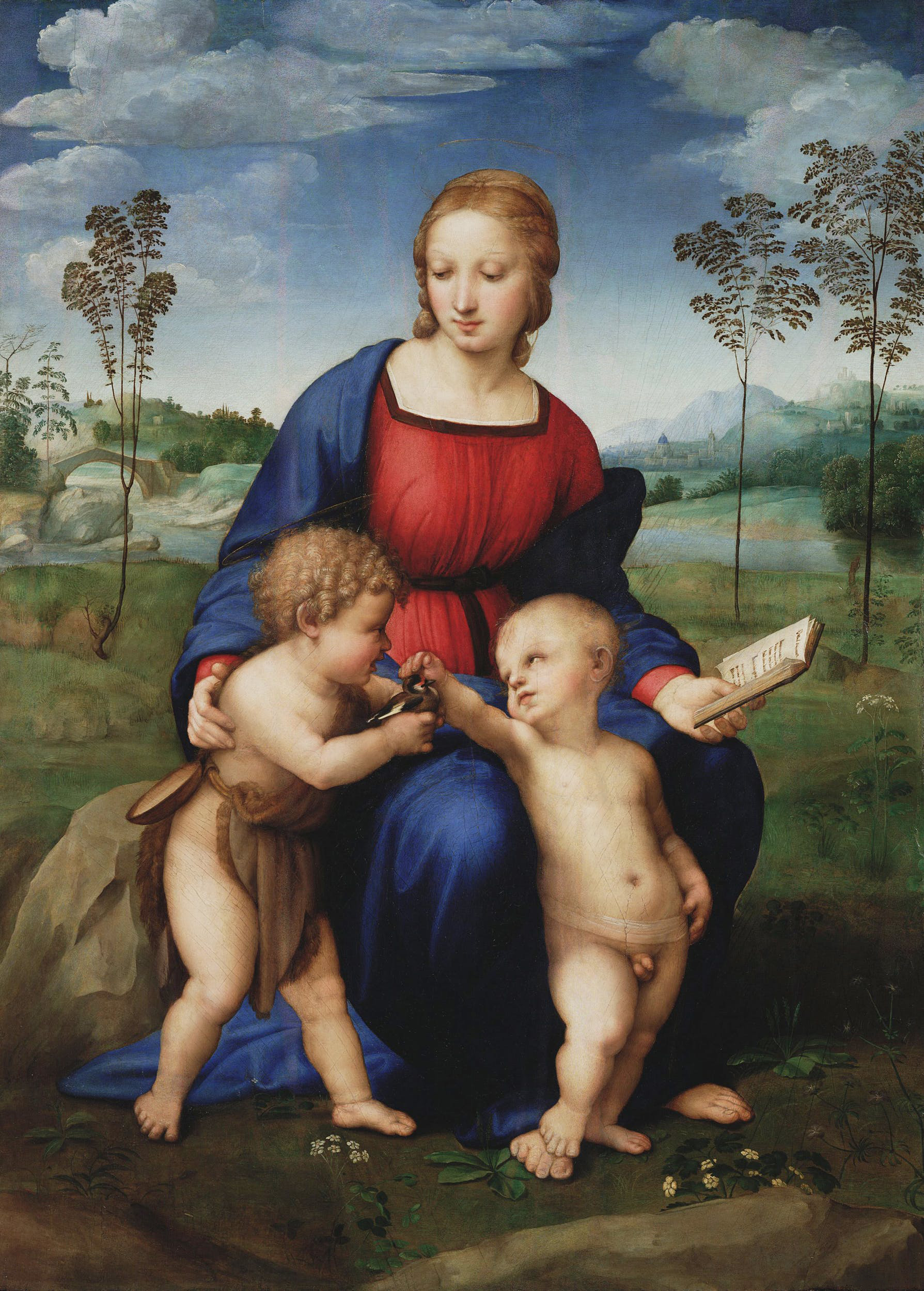
Мадонна зі щигликом, 1507 рік.

Твори Рафаеля зображають переважно Мадонн, яких художник малював поетично і водночас просто за своєю композицією. Ні до, ні після Рафаеля жоден художник не спромігся створити стільки довершених і при цьому різноманітних картин із зображенням Мадонни з немовлям. Діва Марія на його картинах то зовсім юна і ніжна, то зображена у вигляді простої напрацьованої та стомленої селянки. Мадонна чи надійно тримає немовля Ісуса у руках чи бавиться з ним на тлі різноманітних пейзажів.

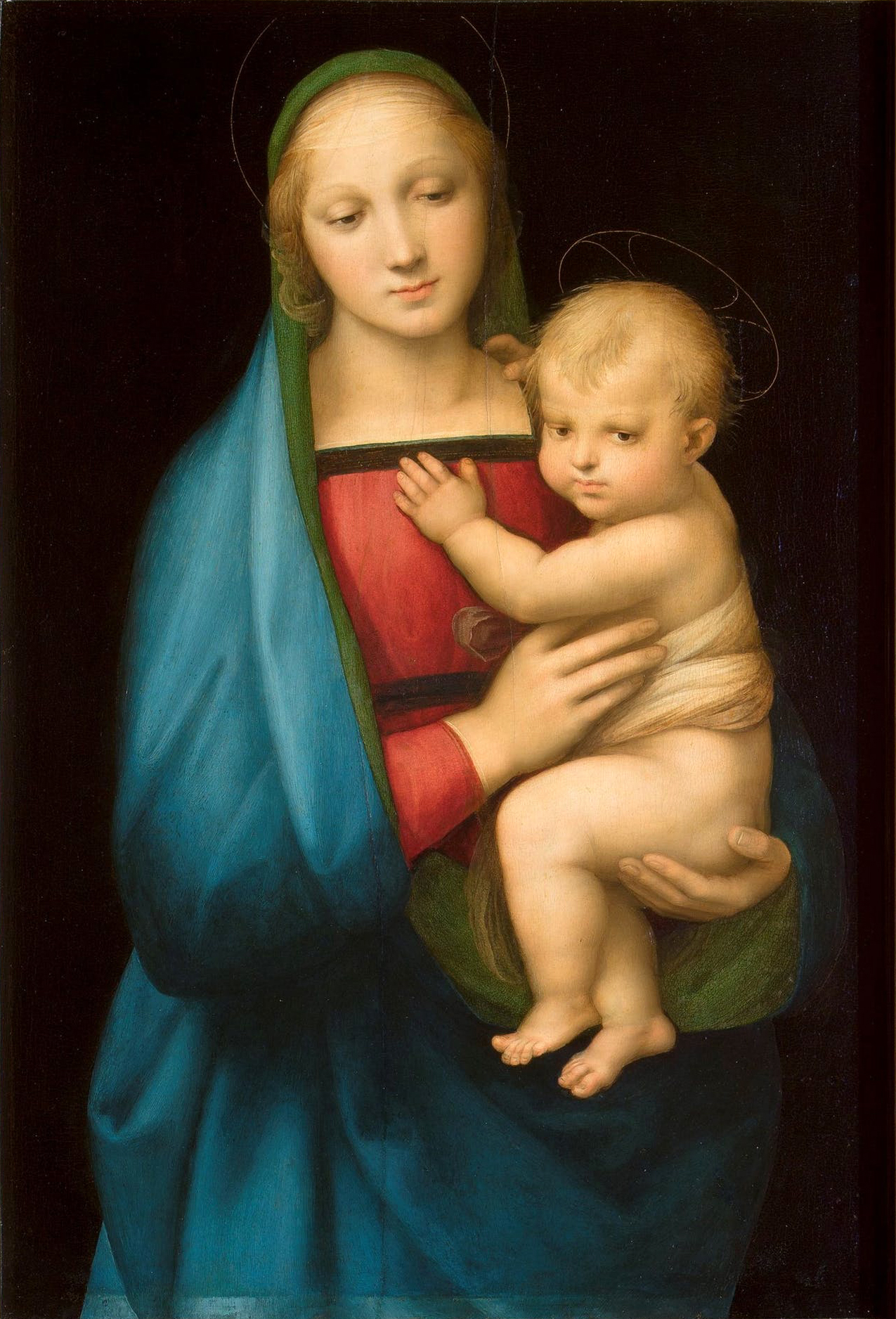
Мадонна Великого герцога, Палаццо Пітті, Флоренція
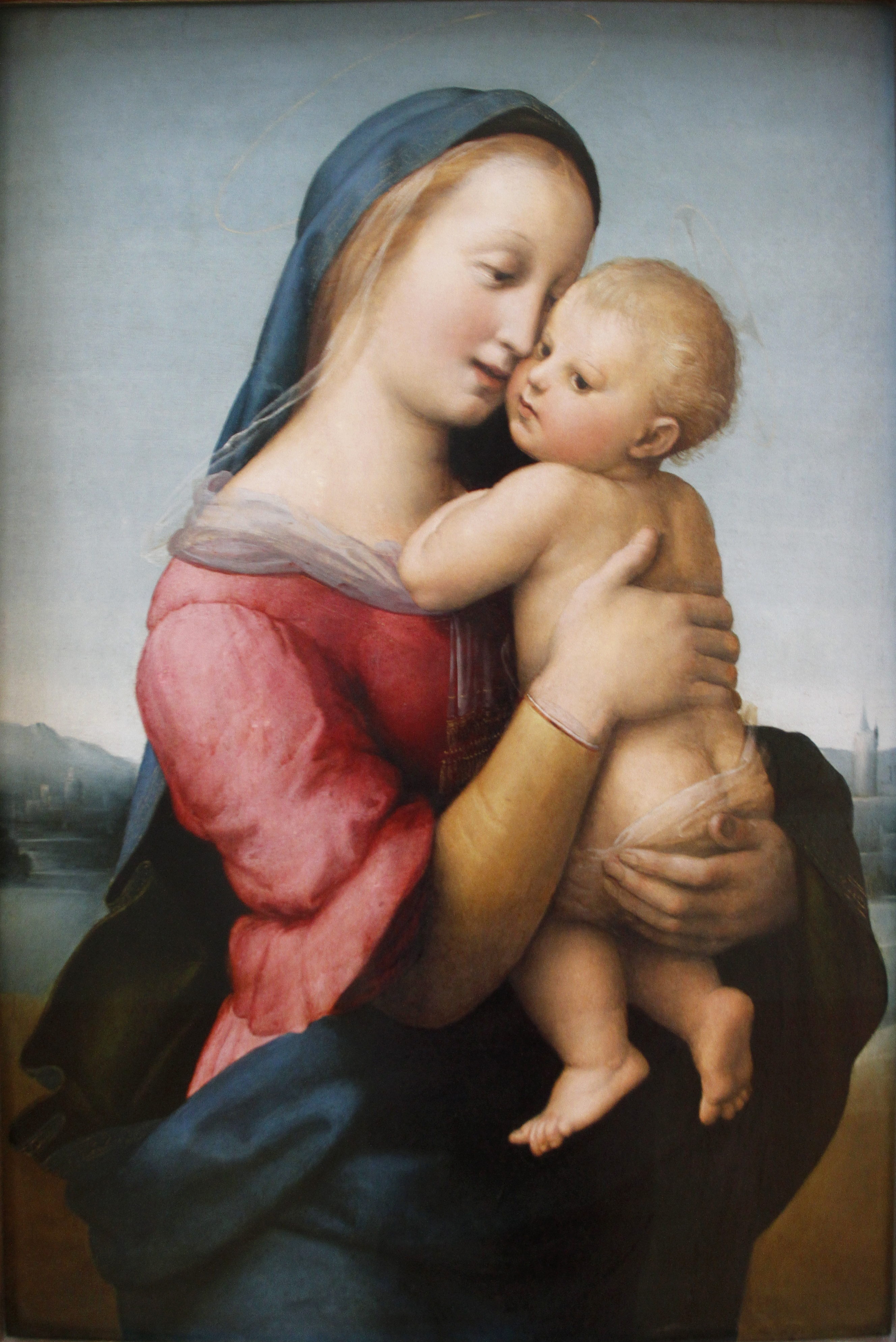
Мадонна Темпі. 1507. Стара Пінакотека. Мюнхен
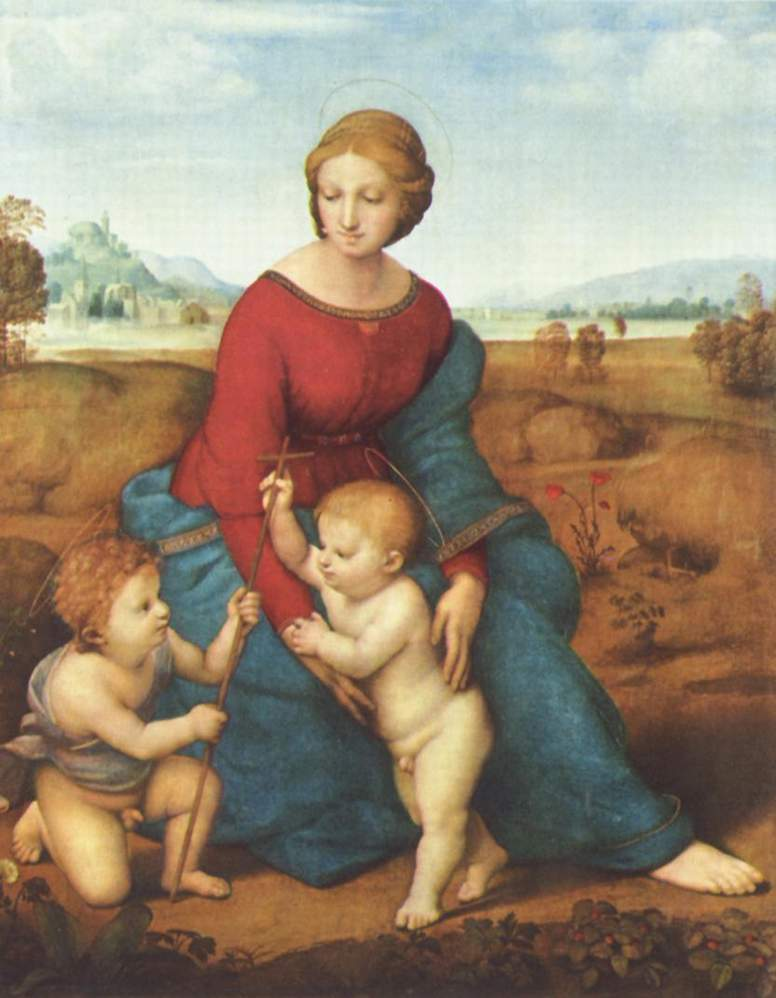
Мадонна на луці. 1505. Музей історії мистецтв. Відень
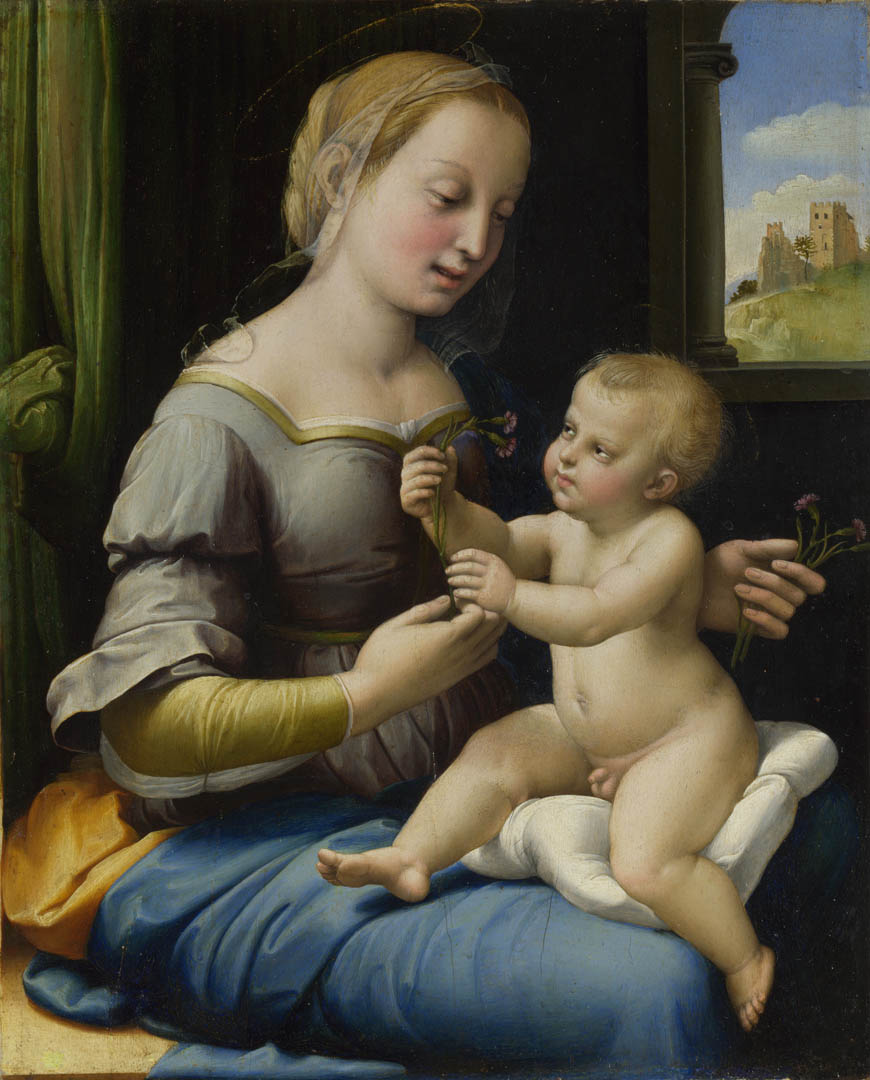
Мадонна з гвоздиками. 1509–1512. Національна галерея, Лондон

## Рафаель і архітектура

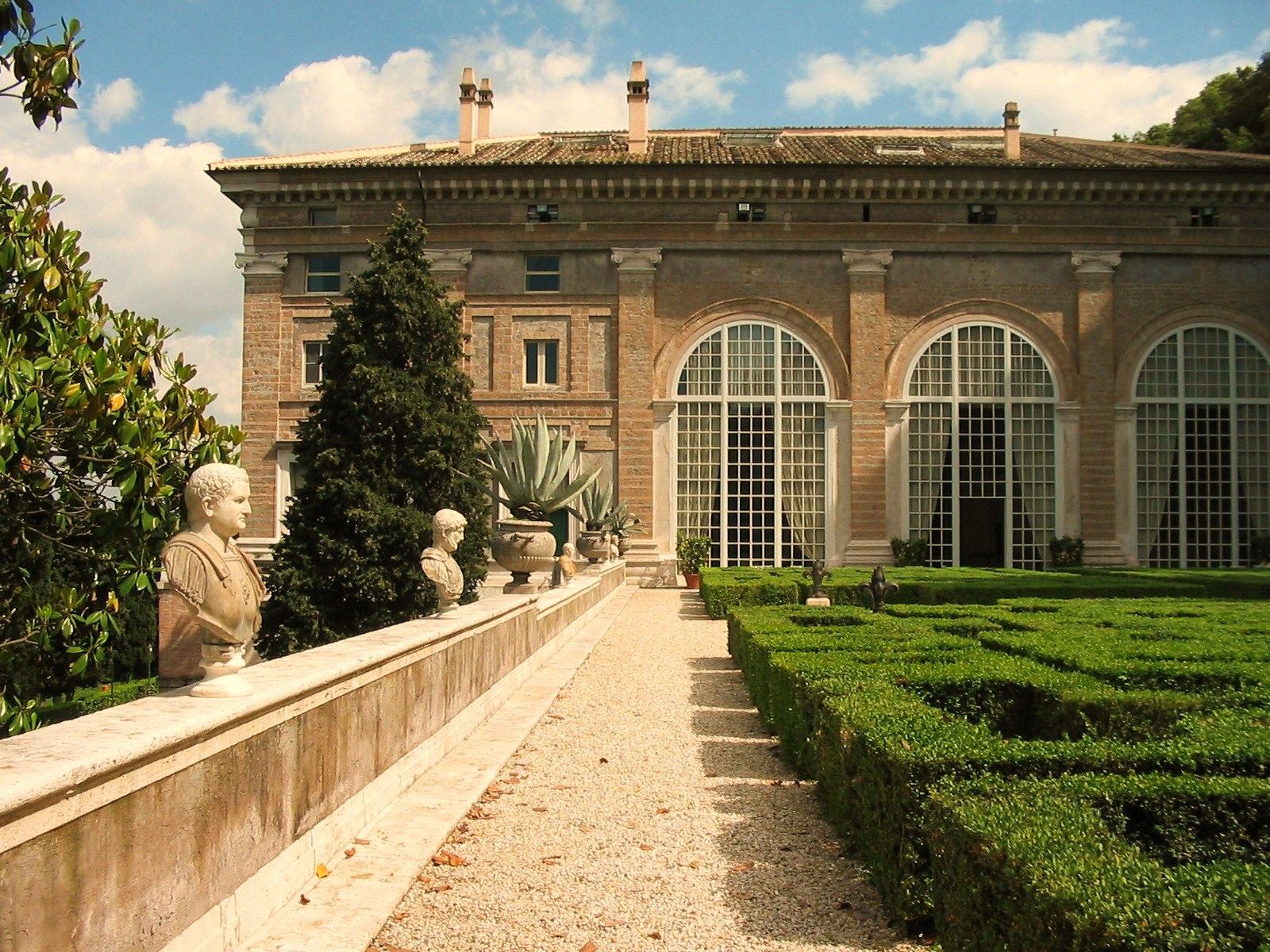
Збудоване крило Вілли Мадама з боку саду.

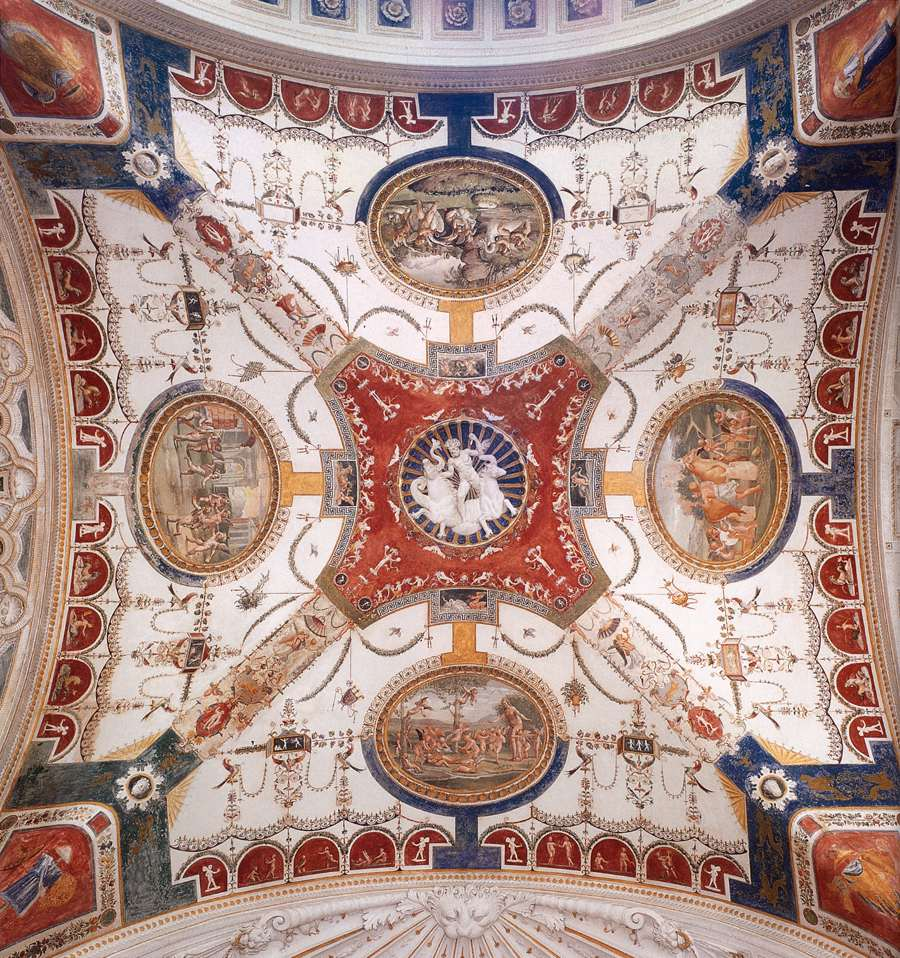
Вілла Мадама, декор склепіння лоджиї.

Рафаель Санті недовго, але яскраво попрацював як архітектор. Низка його художніх творів має зображення архітектурних споруд, що свідчать як про інтерес до будівництва і вивчення спадку Стародавнього Риму, так і обізнаність з архітектурною практикою своїх уславлених сучасників, серед яких Донато Браманте, Джуліано да Сангалло тощо. Для кращого розуміння архітектури Рафаель попросив відомого перекладача того часу Марко Фабіо Кальво перекласти з стародавньої латини трактат Вітрувія «Десять книг про архітектуру», що було зроблено у 1516 році.
Значущим було втручання Рафаеля-архітектора в створення палаців для вельмож папського двору неподалік Ватикана. Поради і начерки Рафаеля були використані при побудові палацу Каффарелі — Відоні (початок будівництва — 1515 рік), палац лікаря папи римського Джакопо Антоніо да Брешиа (1515 рік), палац папського камергера Бранконіо дель Аквіла. Мало свідоцтв про участь Рафаеля-архітектора в проєкті палацу Пандольфо Пандольфіні у Флоренції, але традиція пов'язує його з творчістю Рафаеля.
Встиг Рафаель побудувати і невеличку церкву Сант Еліджио дельї Орефічі в Римі. Вона центрична за композицією і увінчана єдиною великою банею з ліхтариком.
Значним досягненням Рафаеля-архітектора стали проєкт та побудова вілли для Джуліо де Медичі (надалі отримала назву — Вілла Мадама). У 1518 році кардинал Джуліо де Медичі, двоюрідний брат тодішнього папи римського Лева 10-го, розпорядися побудувати заміську віллу. Замову отримав Рафаель Санті, відоміший як уславлений художник. Рафаель запроєктував віллу на схилі пагорба Монте Маріо. Всі елементи комплексу були зорієнтовані на довгу центральну вісь, але мали невеликі відступи від строгої симетрії.
Грандіозний палац мав театр просто неба, бічні двори з регулярними садами і комплексом сходинок і терас, що спускались до річки Тибр. Три тераси за проєктом мали різноманітне розпланування і фонтан на кожній з них для охолодження спекотного повітря Рима влітку. Всі тераси можна було добре оглянути з верхнього майданчика біля підмурків самого палацу. Роботи почали у 1518 році, а в 1520 помер Рафаель. Встигли побудувати одне крило П — подібної за планом вілли, де розпочали декорувальні роботи. До них залучили учнів Рафаеля і помічників з його римської майстерні — Джуліо Романо, Періно дель Вага та інших. Пізніше віллу залишили недобудованою і експлуатували лише вибудовану її частину.
Проєкт недобудованої вілли зберігся в копіях і в мемуарах, що породило низку реконструкцій проєкту, створених різними архітекторами.
Недовгий час митець працював і над продовженням побудови собору Святого Петра в Римі по смерті Донато Браманте. Але роботи йшли повільно і через велику завантаженість замовленнями самого Рафаеля, і через малу зацікавленість в побудові грандіозної споруди папою римським Левом Х. Собор добудовуватимуть десятиліттями по смерті Рафаеля вже нові генерації італійських архітекторів від Мікеланджело Буонарроті до Джакомо делла Порта та Лоренцо Берніні.

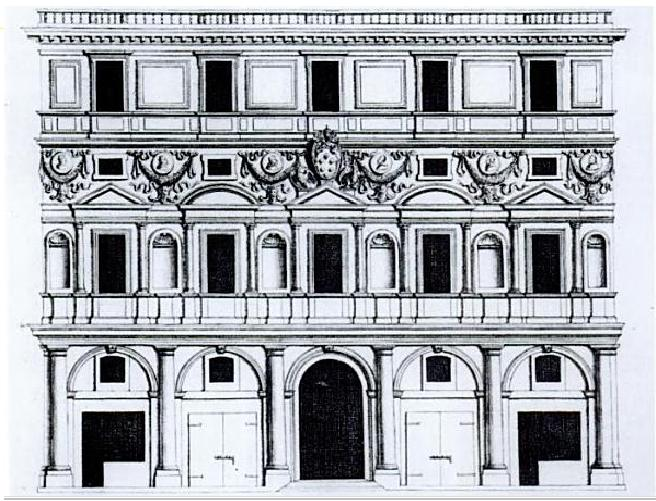
Фасад палацу камергера Бранконіо дель Аквіла, проєкт Рафаеля.
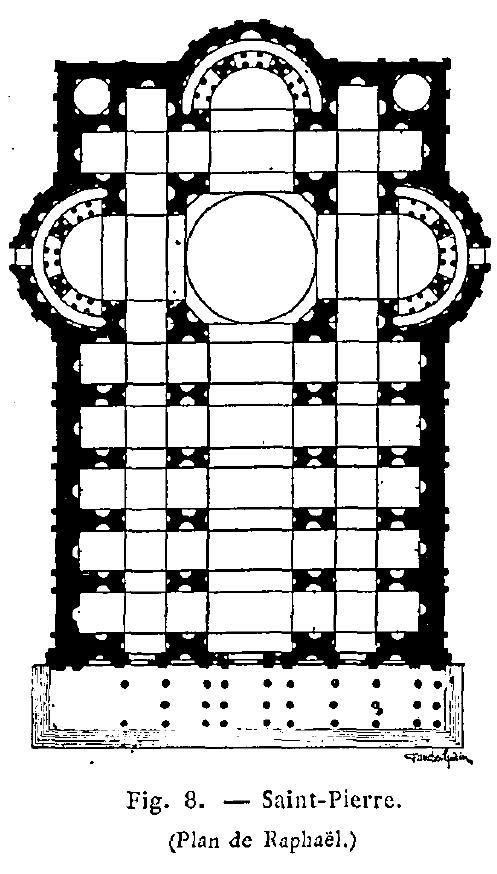
План собору Св. Петра за Рафаелем.
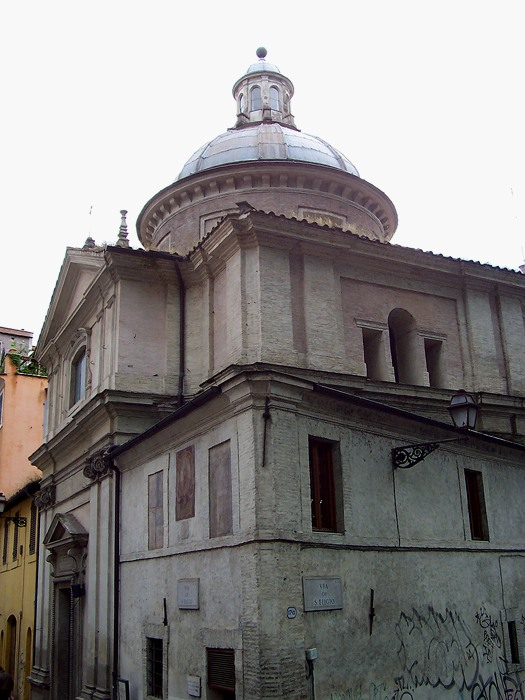
Церква Сант Еліджио дельї Орефічі в Римі.

### Рафаель Санті у Ватикані
У 1508 році Рафаель прийняв запрошення свого земляка Донато Браманте та Папи Юлія II і приїхав до Риму, щоб розписувати папський палац у Ватикані. У січні 1509 ім'я Рафаеля вперше було позначено в документах Ватикана.
У Ватикані він залишив по собі славетні «станци» («станца» — розмальована зала у палаці). У розписах цих кімнат Рафаель продемонстрував талант видатного майстра композиції. Він розмалював 4 зали: станца дель Інчендіо, за нею розташовані станца делла Сеньятура (перекладається як «Кімната підписів» — тут Папа підписував важливі папери), станца д'Еліодоро і станца Константіна.
Свою роботу художник розпочав з станци делла Сеньятура. Саме тут він помістив всесвітньовідомі фрески «Парнас», «Диспута» і «Афінська школа» (1508—1512). У них Рафаель показує блискуче вміння змальовувати античні теми, та показувати емоції та сутність кожного із зображених персонажів.
Наступна зала — станца д'Еліодоро (1512—1514). Її прикрашають 4 фрески: «Вигнання Еліодора», «Меса в Больсені», «Визволення апостола Павла з темниці» і «Зустріч Аттіли».
Станцу дель Інчендіо виконували переважно учні Рафаеля під його керівництвом (1514—1517). Майстер був зайнятий багатьма замовленнями: будівництвом палаццо Каффареллі-Відоні та вілли Джуліо Медічі, що стала відома під назвою вілли Мадама. У 1514 році, по смерті Браманте, Папа Лев X призначив Рафаеля головним архітектором будівництва собору св. Петра.
Також десь у період роботи над станцами Рафаель намалював славетну картину «Сікстинська мадонна». Вона довгий час перебувала у церкві Св. Сікста у П'яченці, де була вівтарним образом.
Одною з останніх робіт художника став «Спас» («Преображення») — велика вівтарна композиція. Довгий час вважали, що майстер не встиг завершити картину і її дописав його учень Джуліо Романо. Проте у 1979 році гурт італійських вчених на чолі з Фабріціо Манчіні за допомогою великомасштабних детальних зйомок довела, що «Спас» був таки закінчений Рафаелем.

### Фреска «Афінська школа»

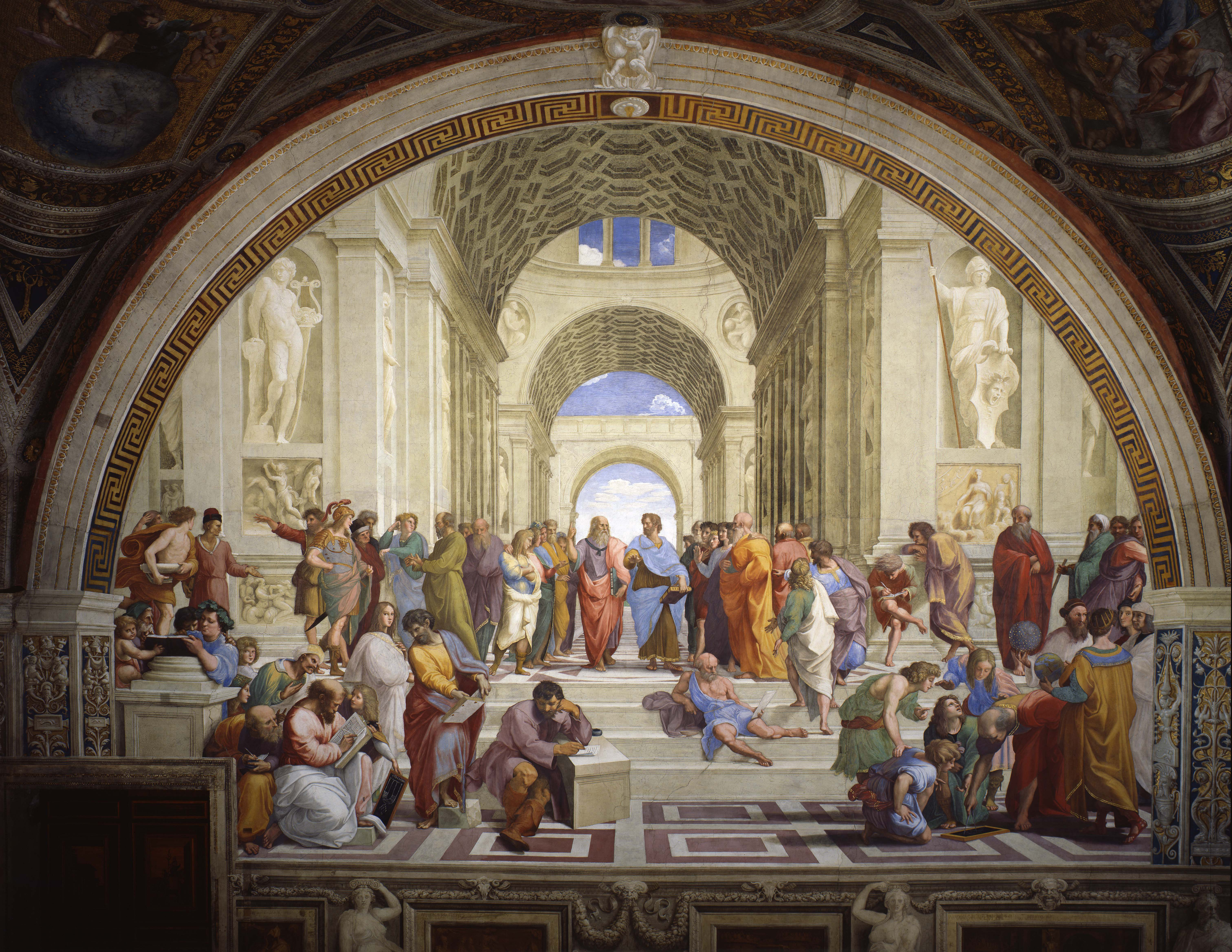

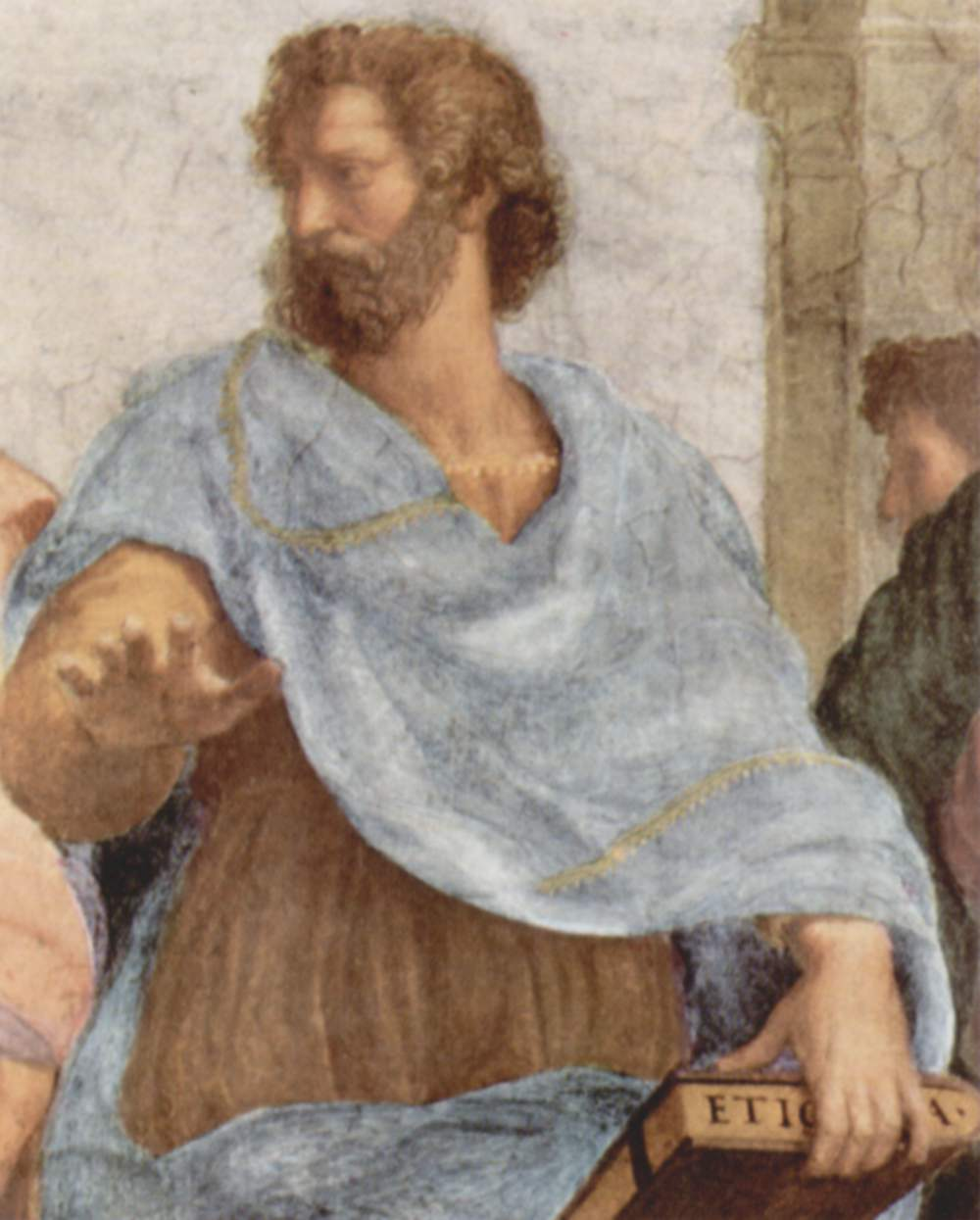
Аристотель
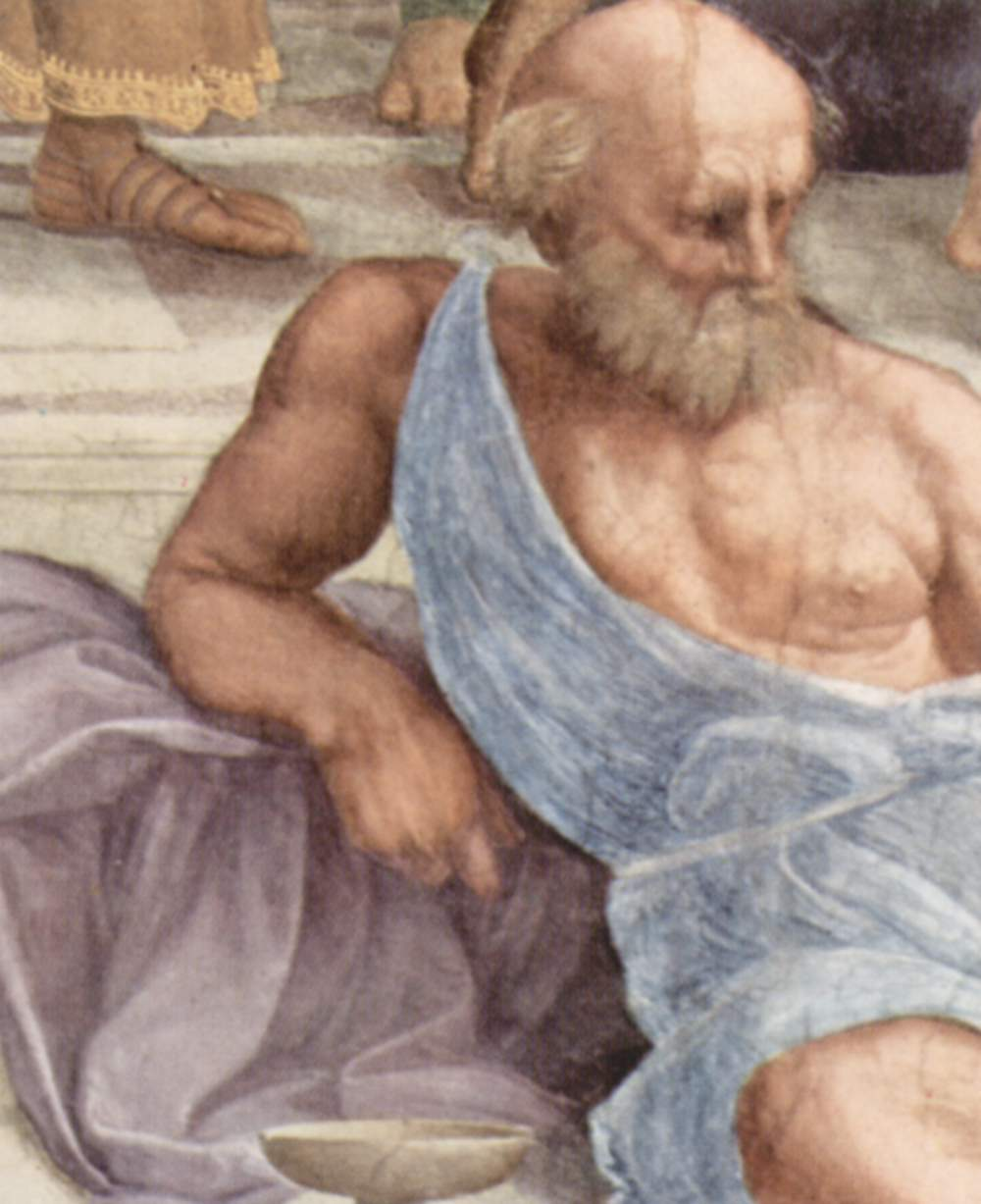
Діоген
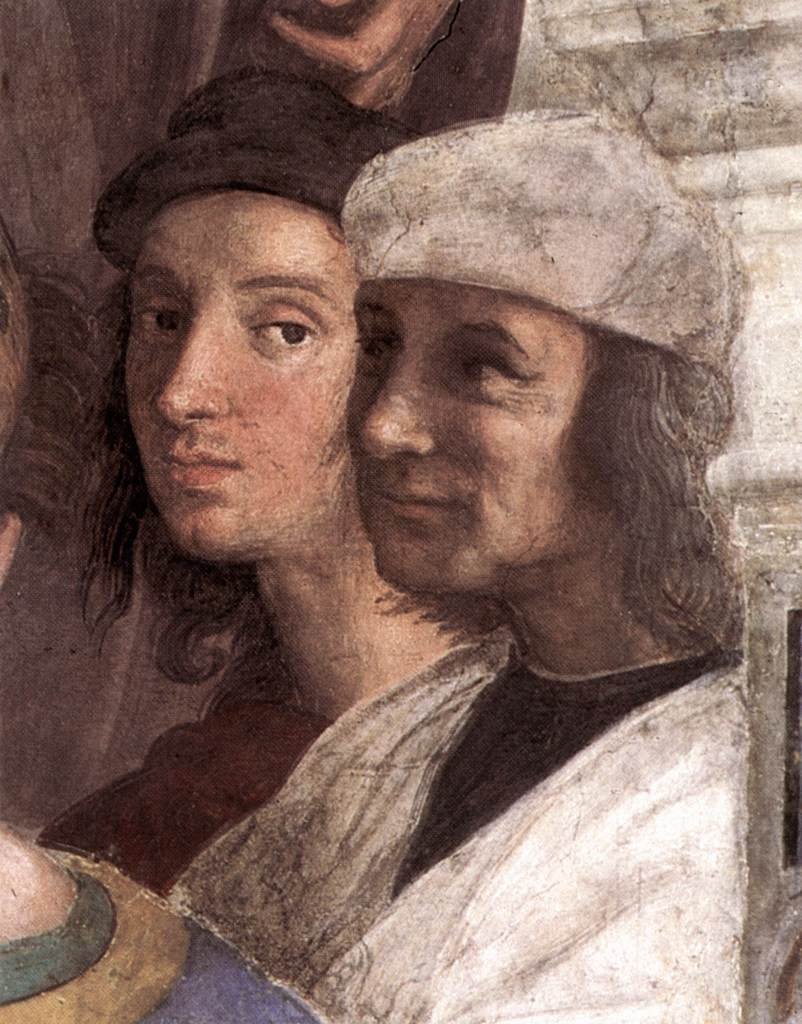
Автопортрет (збоку у білому береті художник Содома або котрийсь із вчителів Рафаеля — Тімотео Віті чи П'єтро Перуджино)
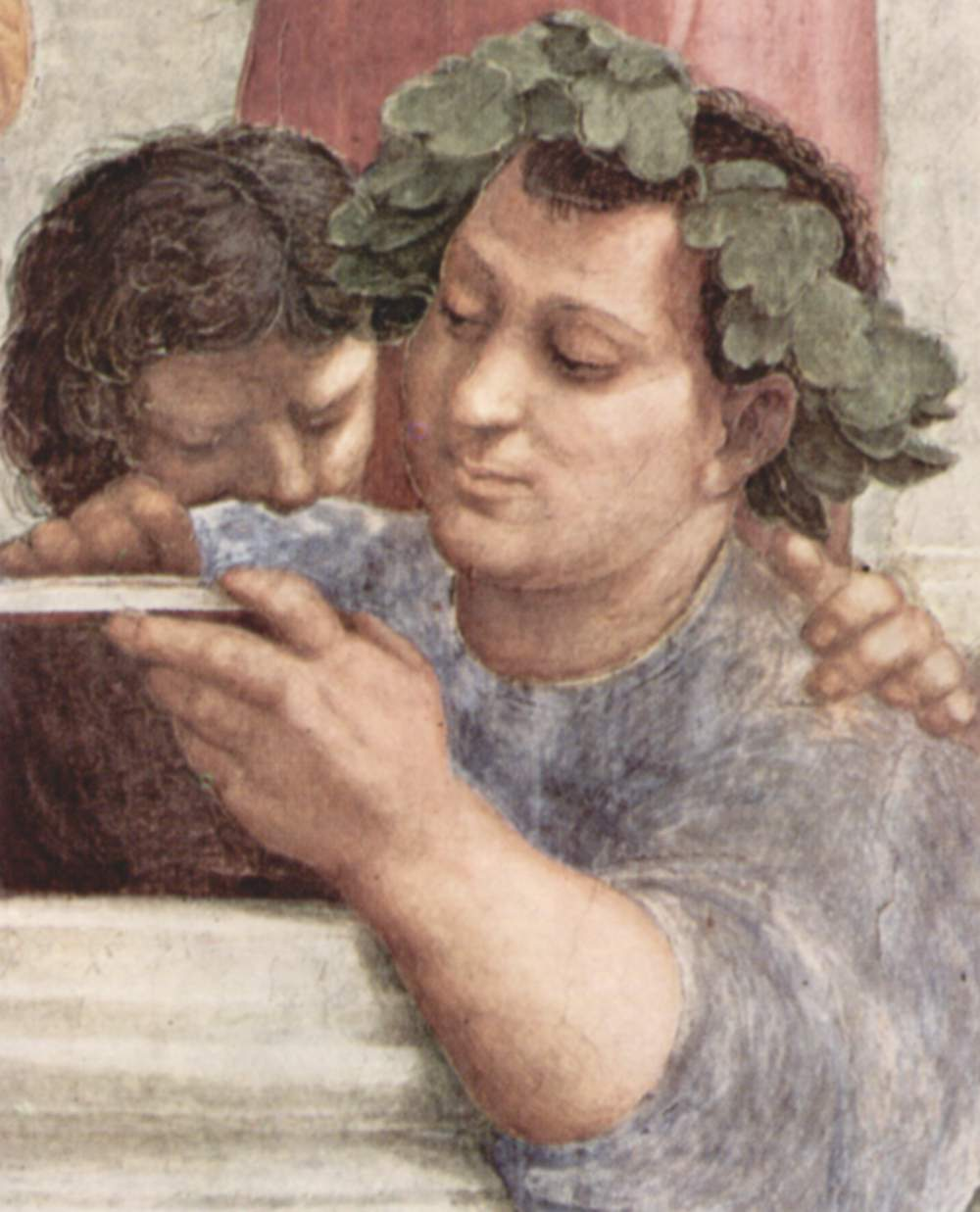
Епікур
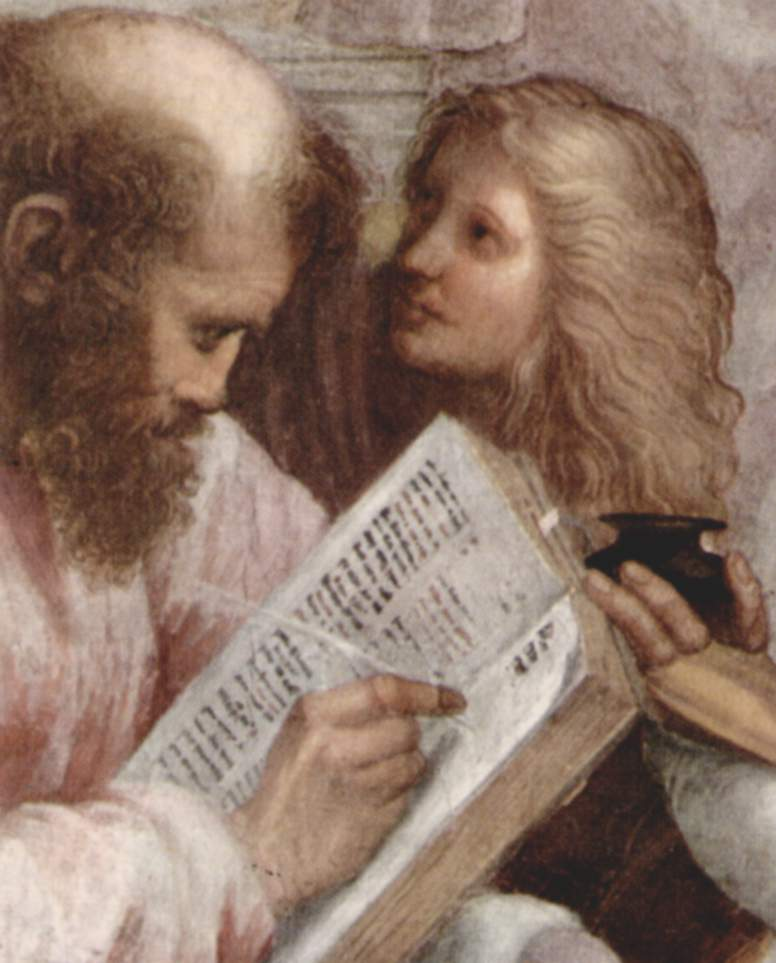
Піфагор
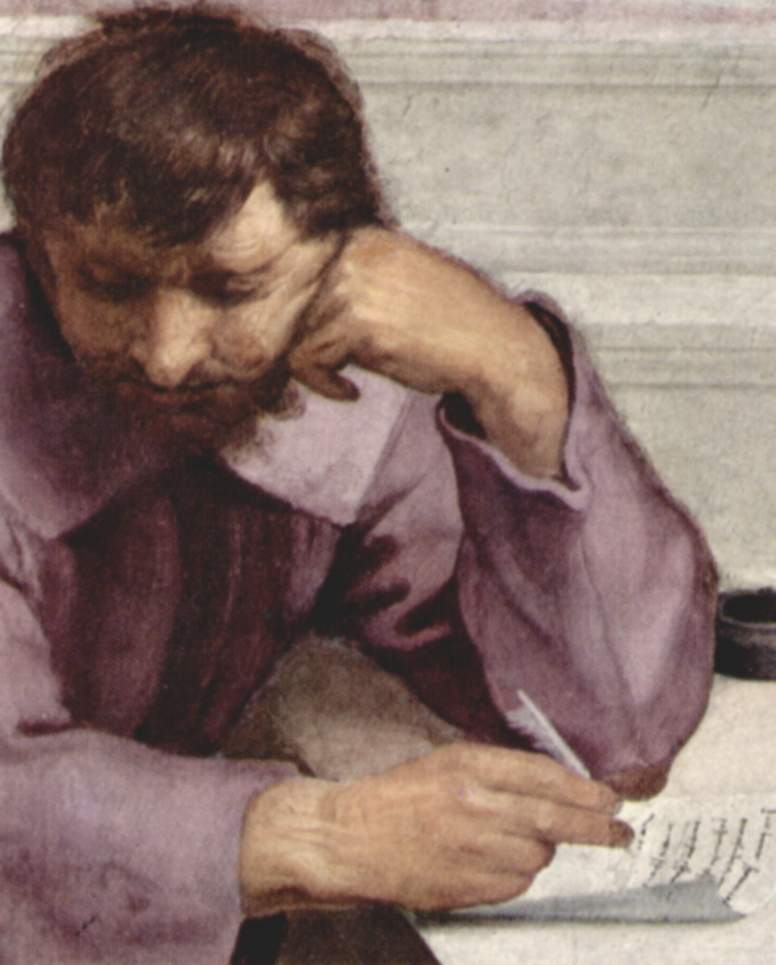
Геракліт

### Малюнки Рафаеля Санті

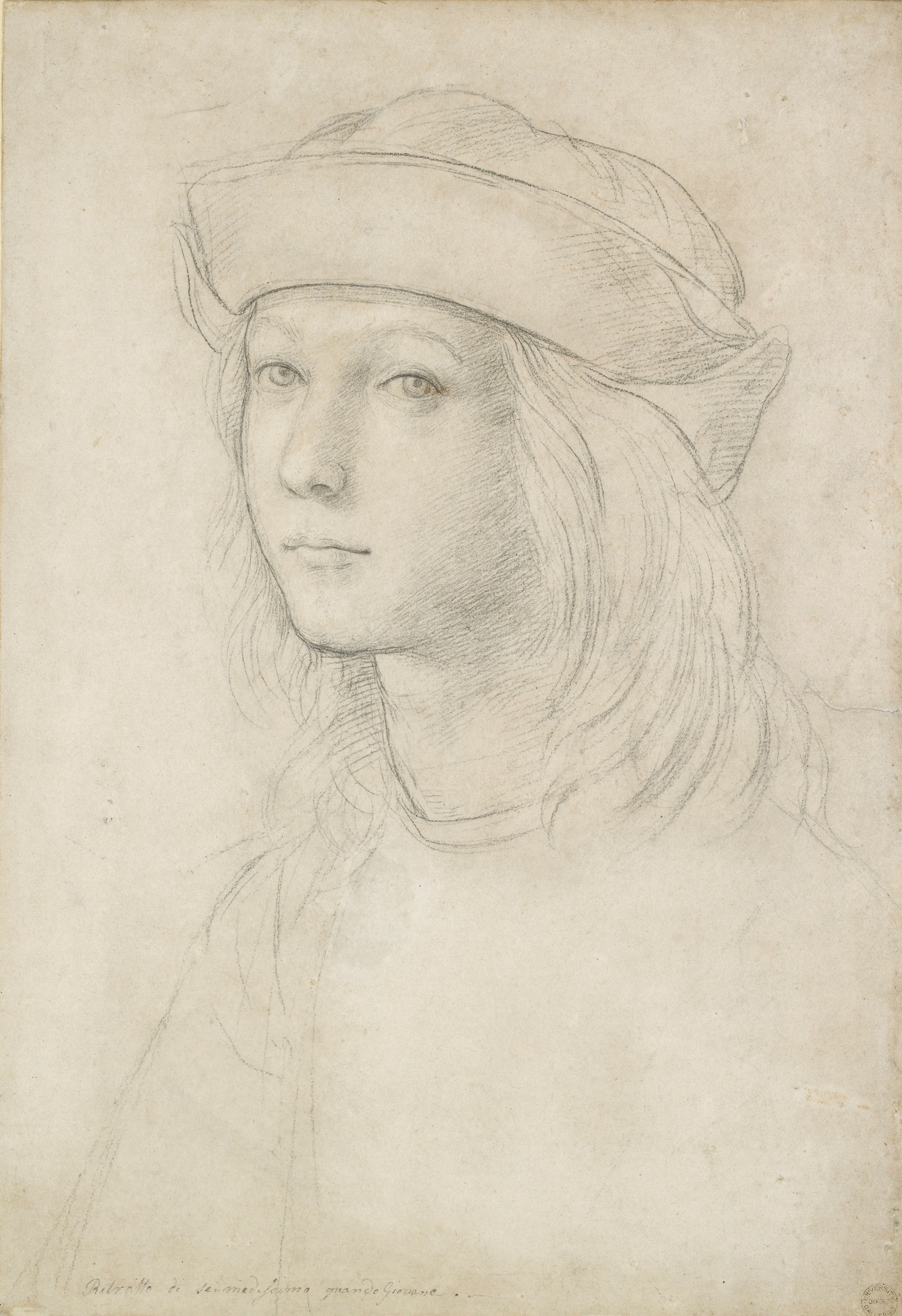
Ранній автопортрет

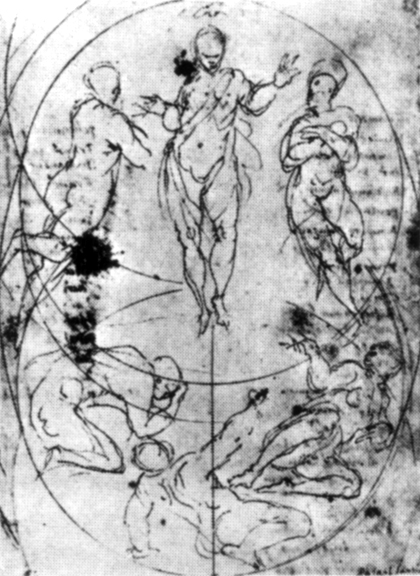
Шкіц композиції «Преображення»

Психологи стверджують, що багато обдарованих осіб (на відміну від посередніх) мають здатність надзвичайно концентруватись і вкрай повно використовувати відпущені їм роки життя.
Можливо, ніщо так добре не доводить працьовитість художника, здатність до самоосвіти і постійне прагнення до досконалості, як малюнки. По смерті Рафаеля залишилось доволі малюнків, як доби учнівства, так і повного розквіту його здібностей. Це і автопортрети, і анатомічні та мистецькі штудії, наполегливі пошуки композицій, окремих груп майбутніх картин чи фресок, фігури в ракурсі тощо. Лінії цих малюнків — навіть несміливих — досить легкі, досить точні, виразні, заокруглені. Кінчик пера стрімко рухався по поверхні паперу, залишаючи тонкі силуети фігур, вуаль штрихувань, обличчя персонажів в різному психологічному стані. Частина малюнків — перші шкіци, начерки, частина — доволі пророблені і майстерні композиції, здатні бути самостійними творами мистецтва (картон до «Афінської школи», Амброзіана, Мілан.)

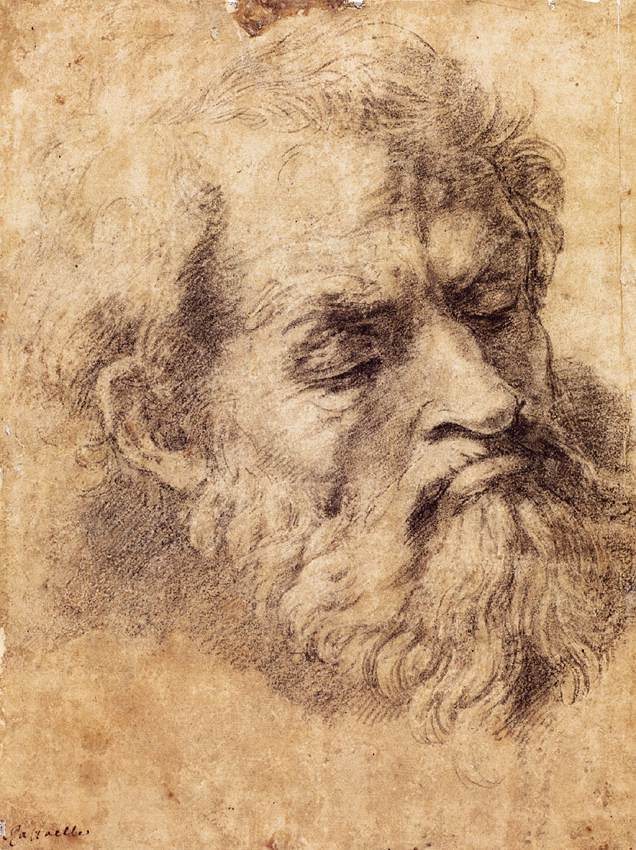
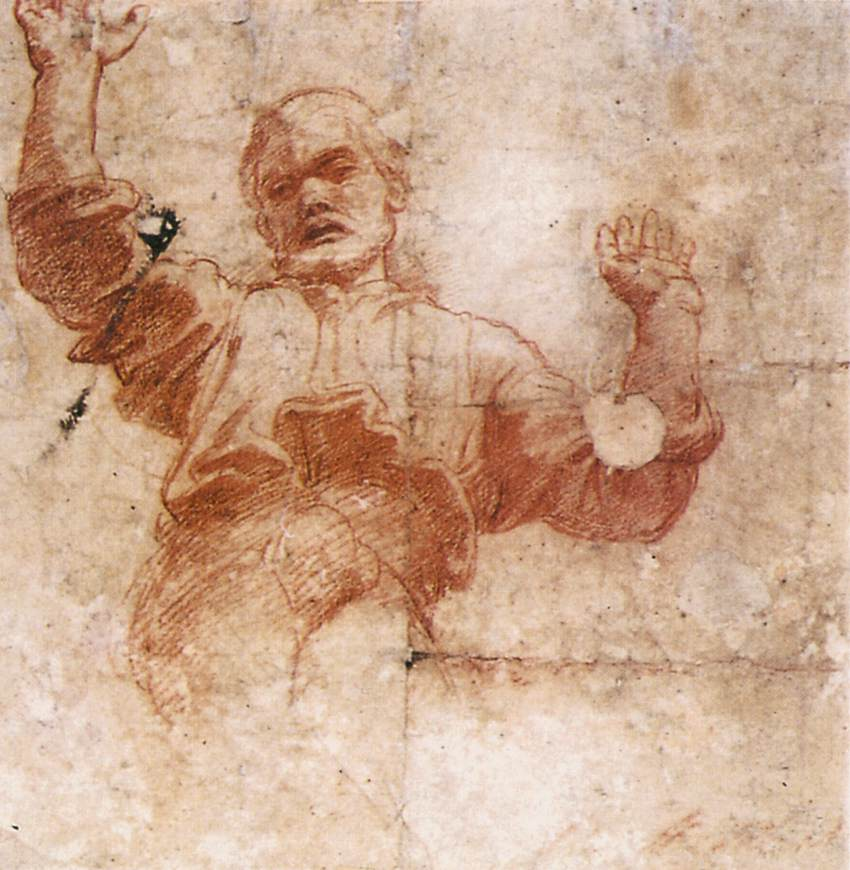
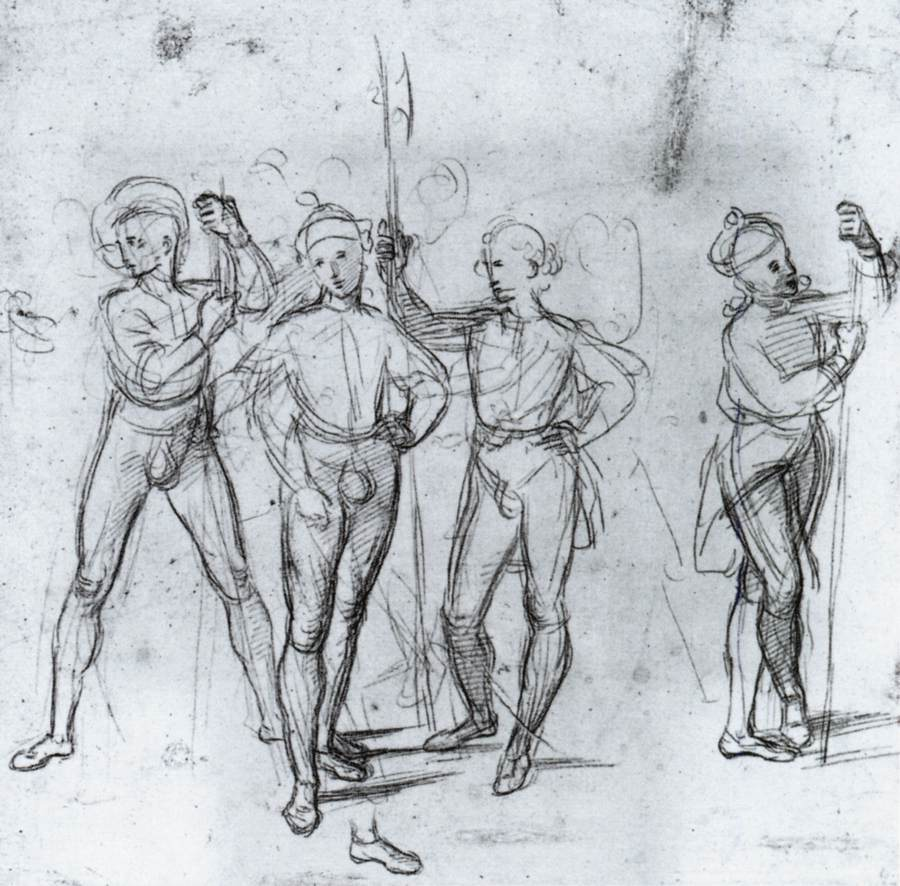
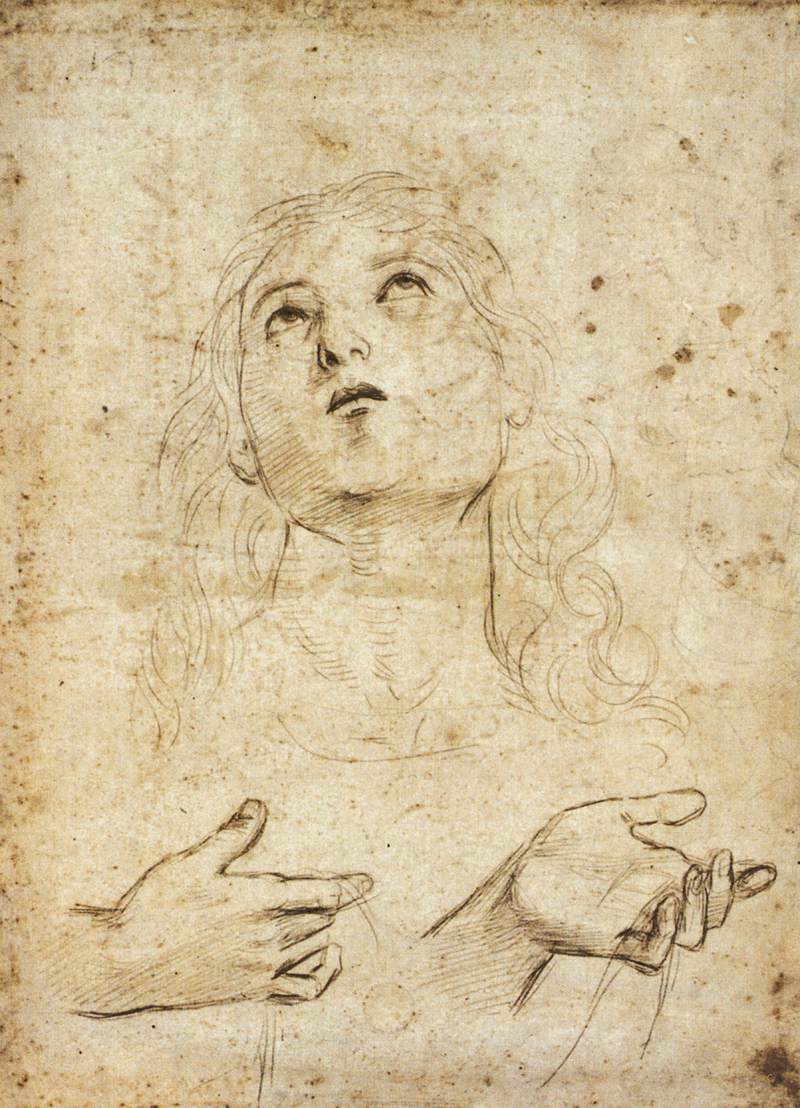
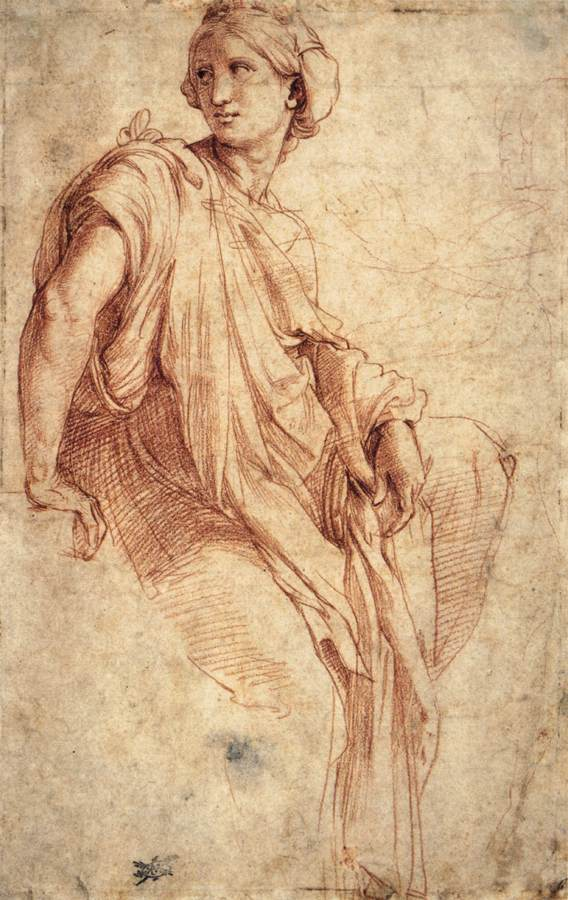
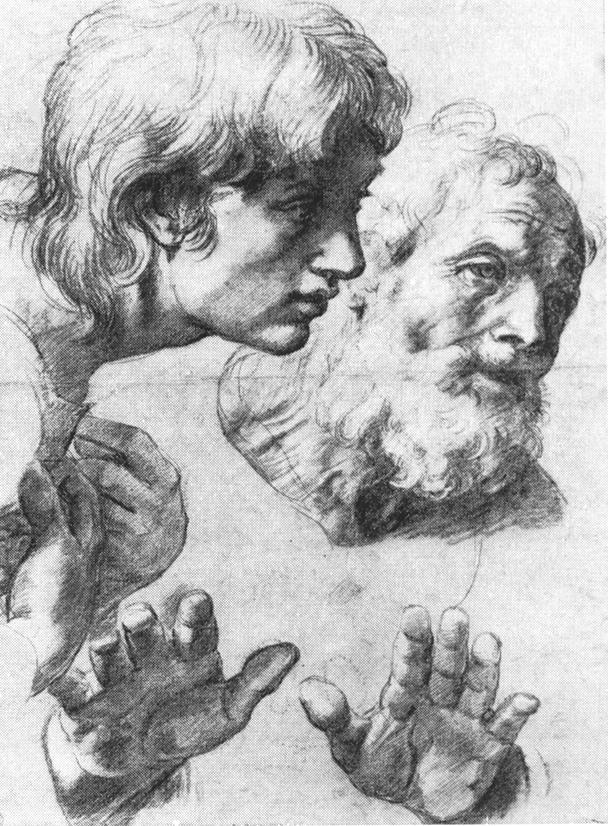
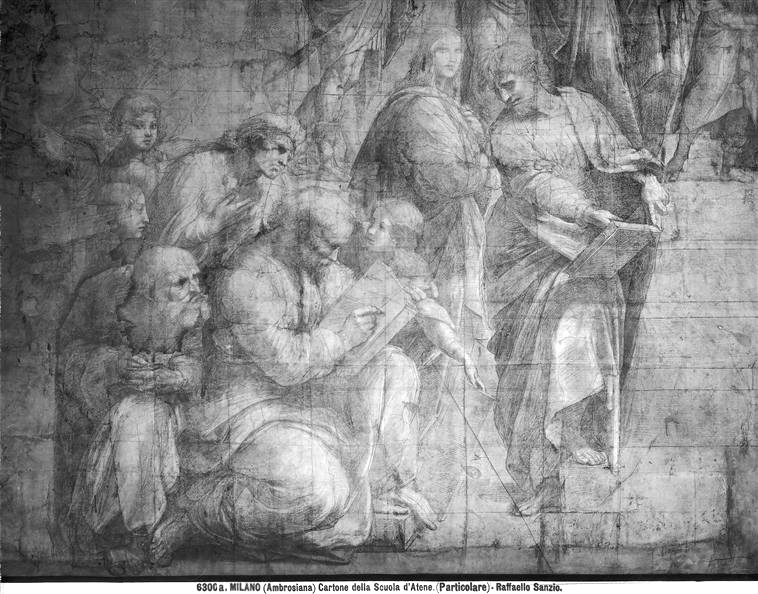
Картон до «Афінської школи»

### Смерть

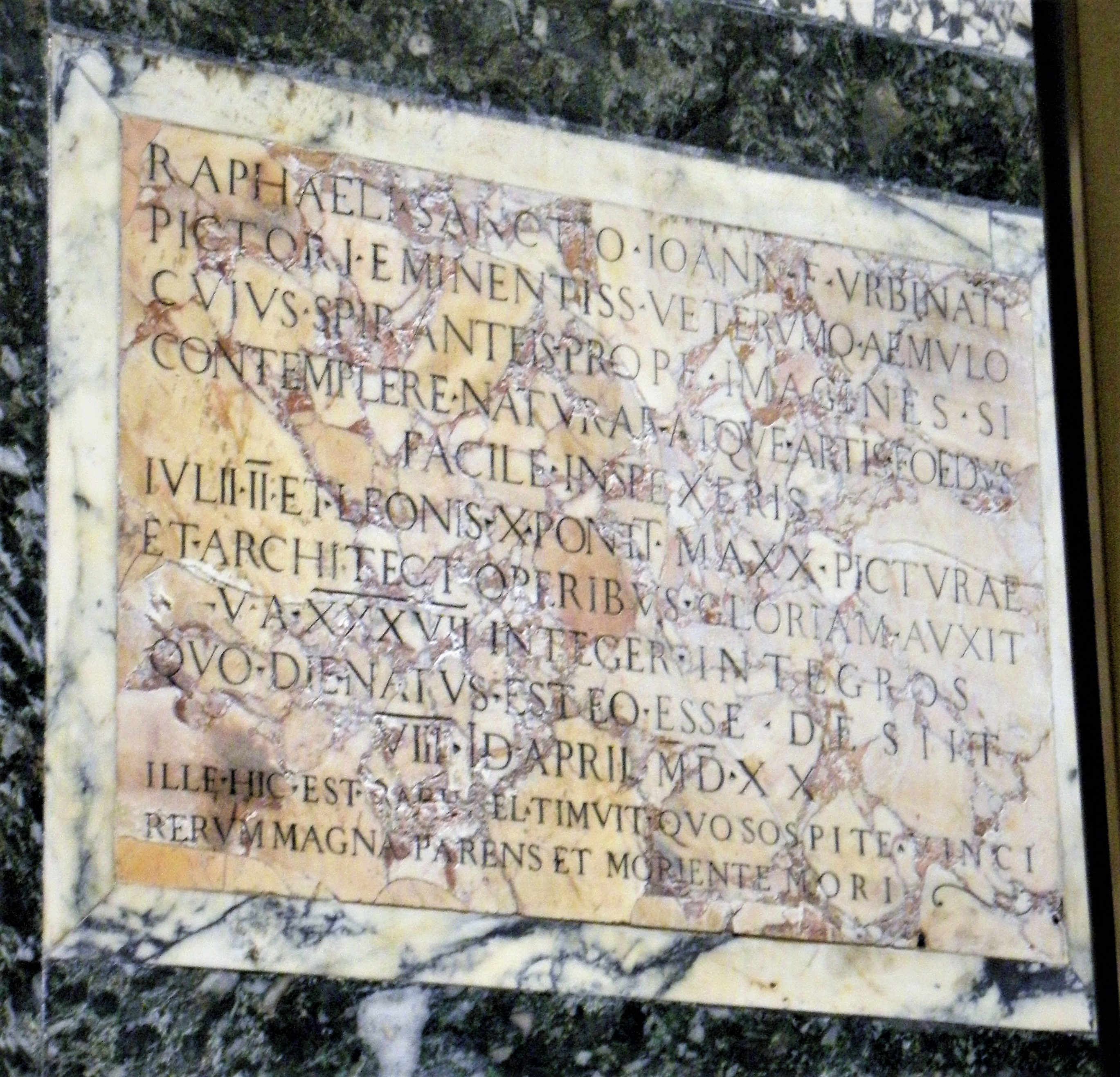
Епітафія на надгробку Рафаеля

Рафаель прожив коротке життя, але залишив величезну кількість шедеврів. Науковці вважають, що причиною смерті Рафаеля стало якесь респіраторне захворювання і пов'язана з нею висока виснажлива гарячка. Він помер 6 квітня 1520 року у Римі та похований у римському Пантеоні. Могилу Рафаеля прикрашає статуя Мадонни, виготовлена із мармуру, яку виконав учень митця — скульптор Лоренцо Лоренцетто.
Епітафія на надгробку написана латиною. Її можна перекласти так: «Тут покоїться той Рафаель, при житті якого велика природа боялась залишитись переможеною, а після його смерті вона боялася вмерти»

## Вшанування пам'яті
- 9957 Рафаельсанті — астероїд, який названо на честь митця[10].
- У містах Кривий Ріг та Ізюм є вулиця Рафаеля.

## Галерея

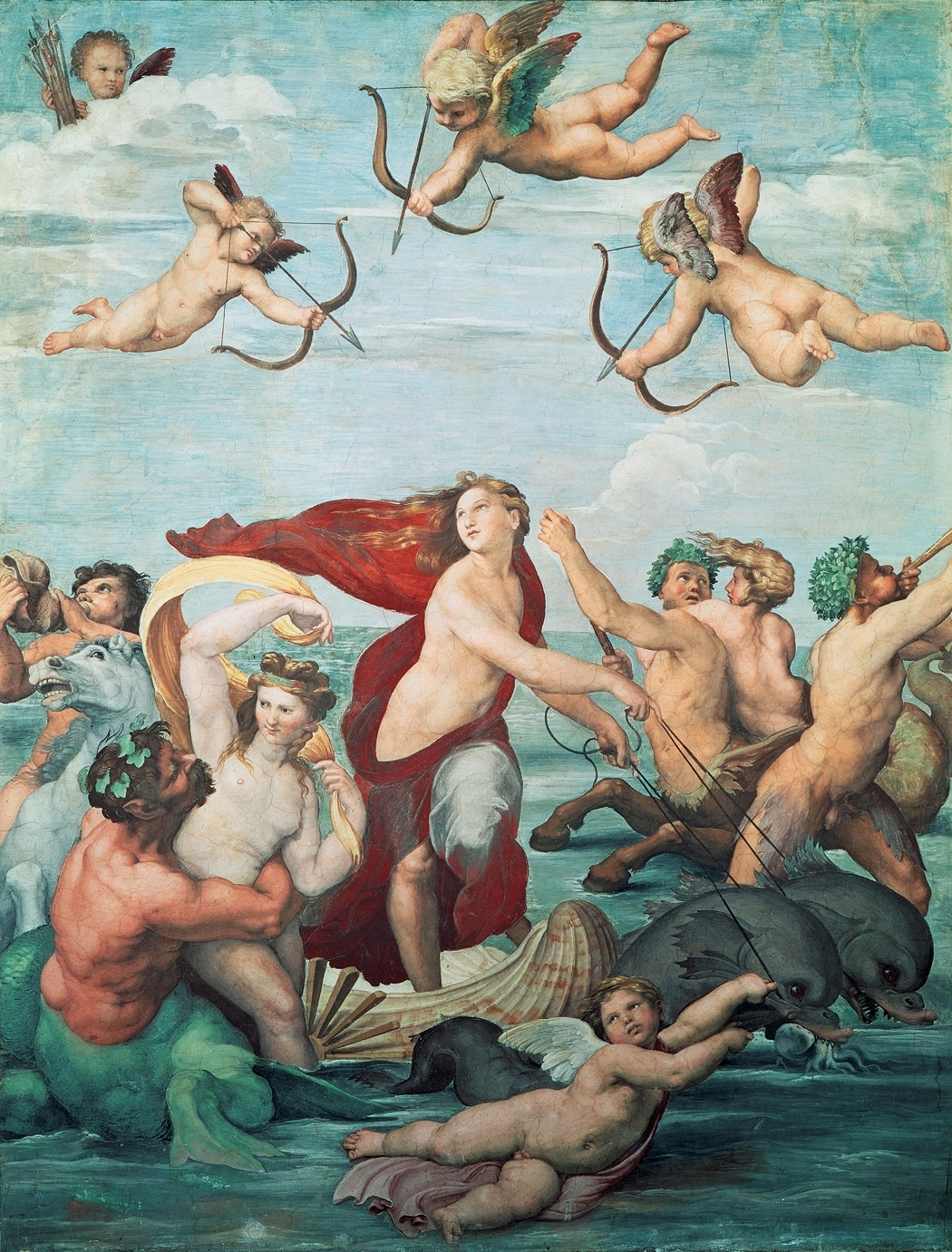
Тріумф Галатеї

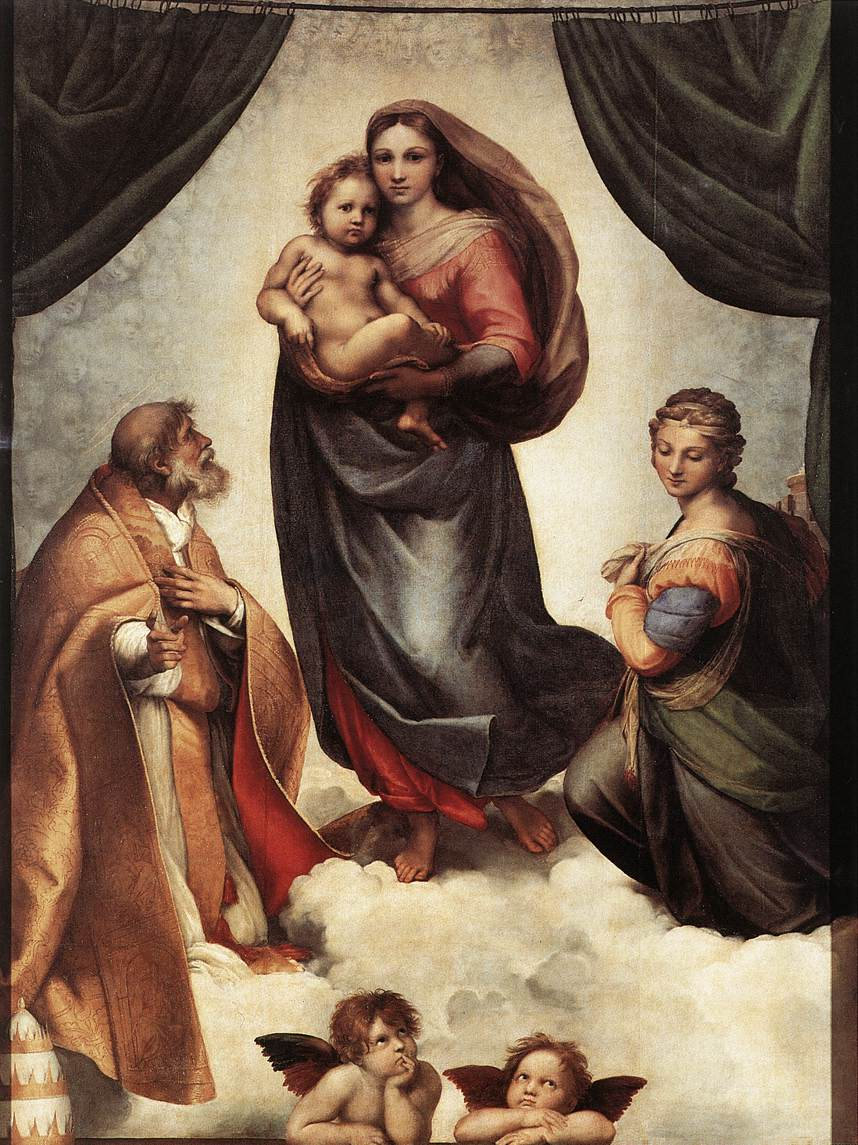
Сікстинська Мадонна (1515). Дрезденська картинна галерея. Дрезден

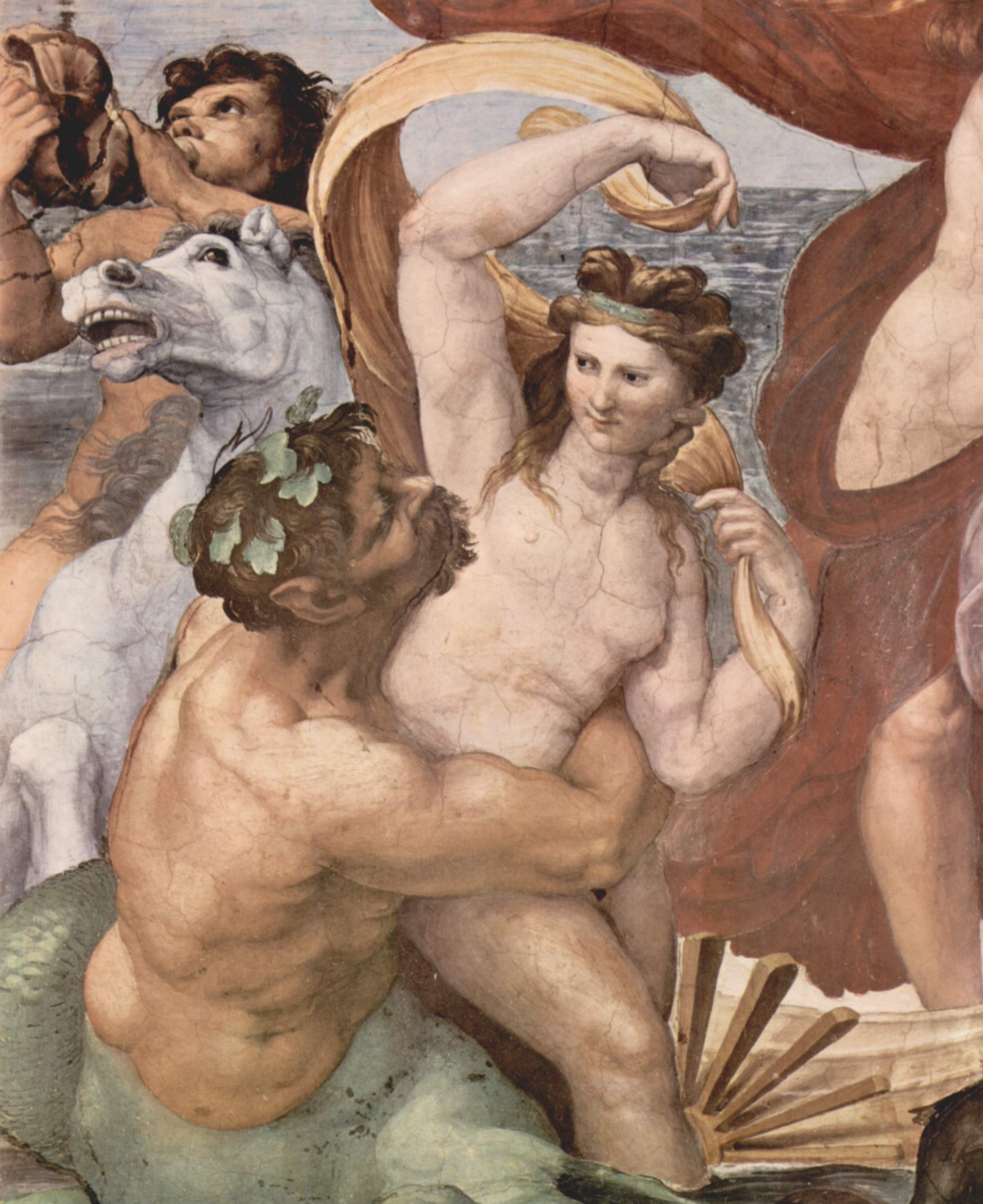
Тріумф Галатеї (частина, збільшено)
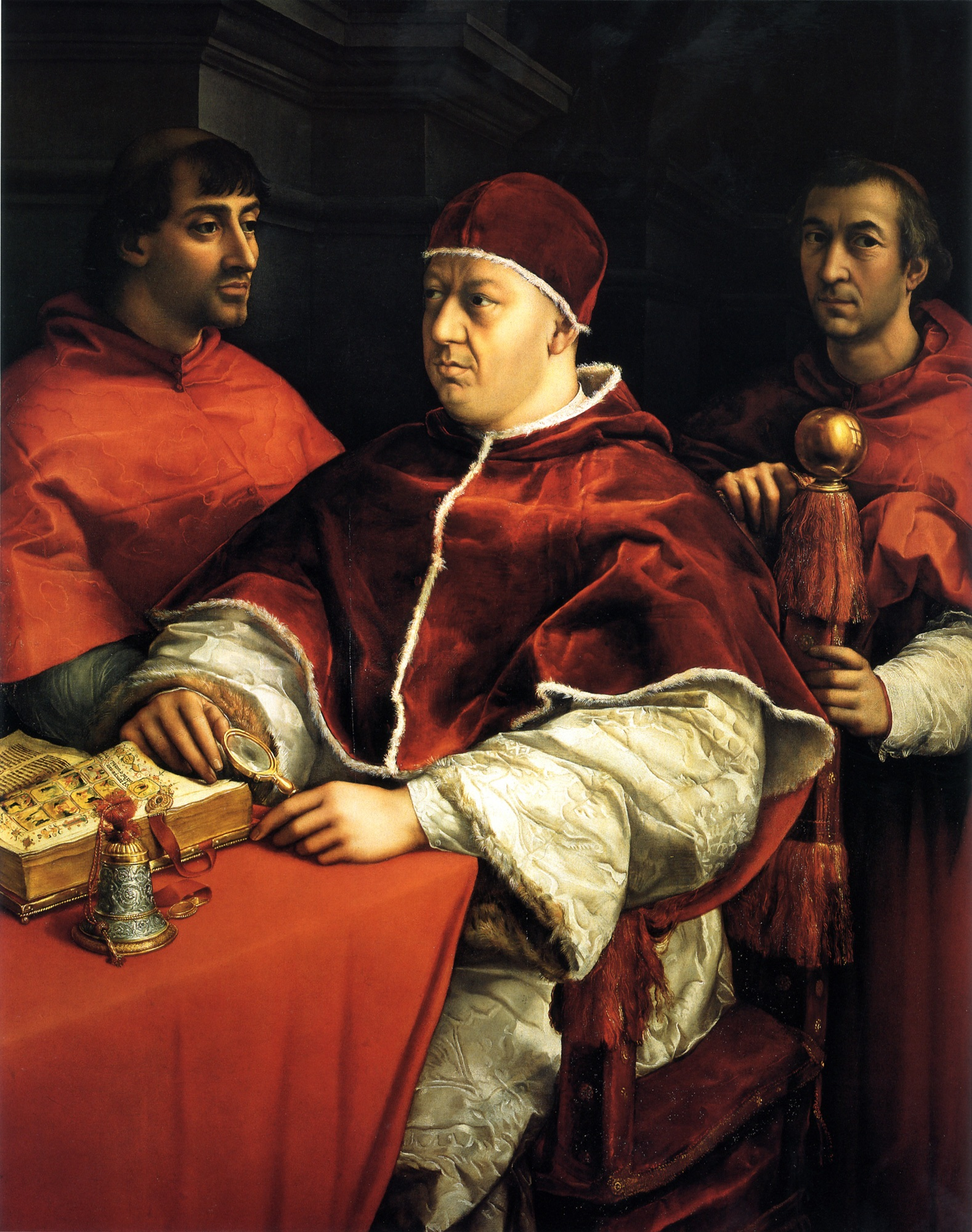
Портрет Папи Лева Х в оточенні двох кардиналів. 1517. Флоренція
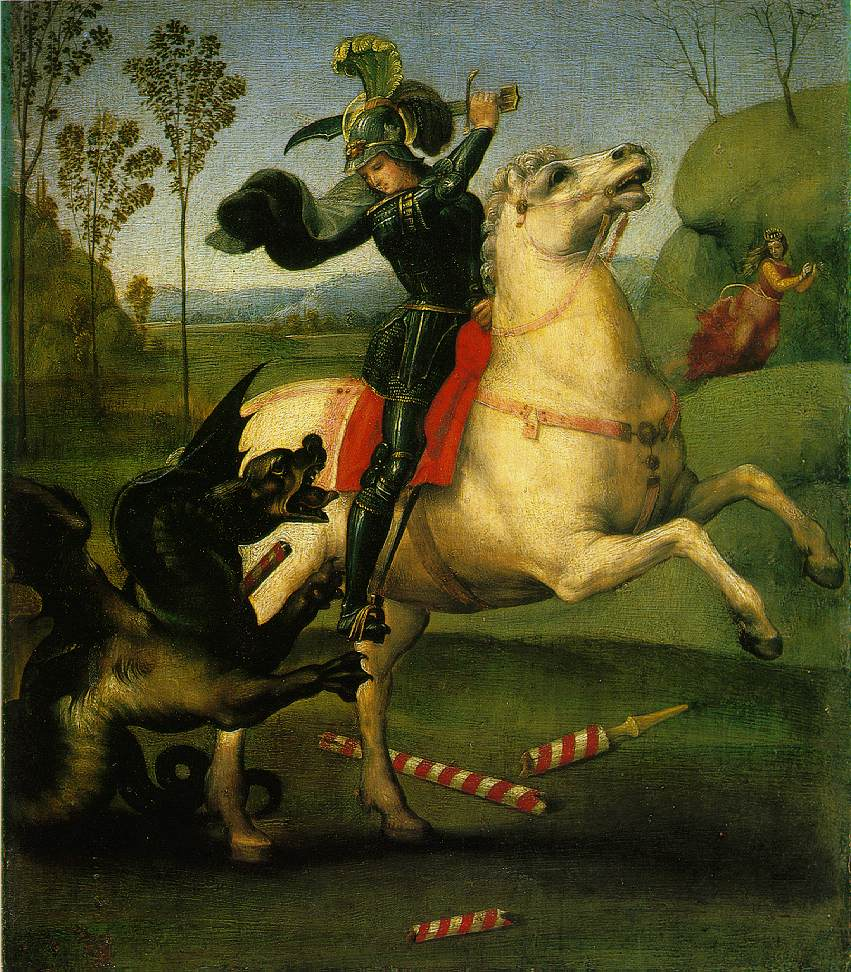
Святий Юрій б'ється зі змієм. Бл. 1505. Лувр. Париж
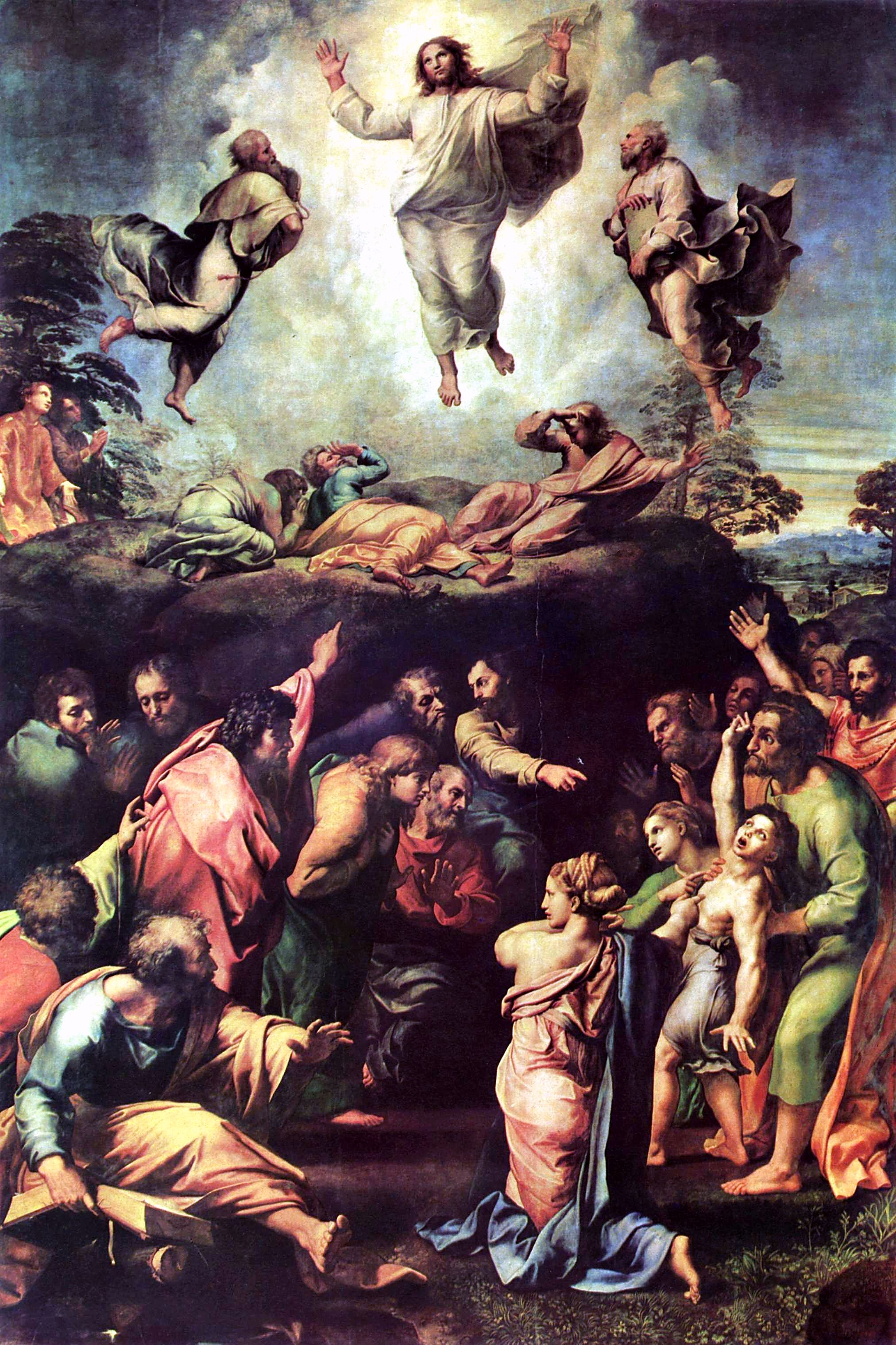
Преображення. 1519–1520. Пінакотека. Ватикан

## Література

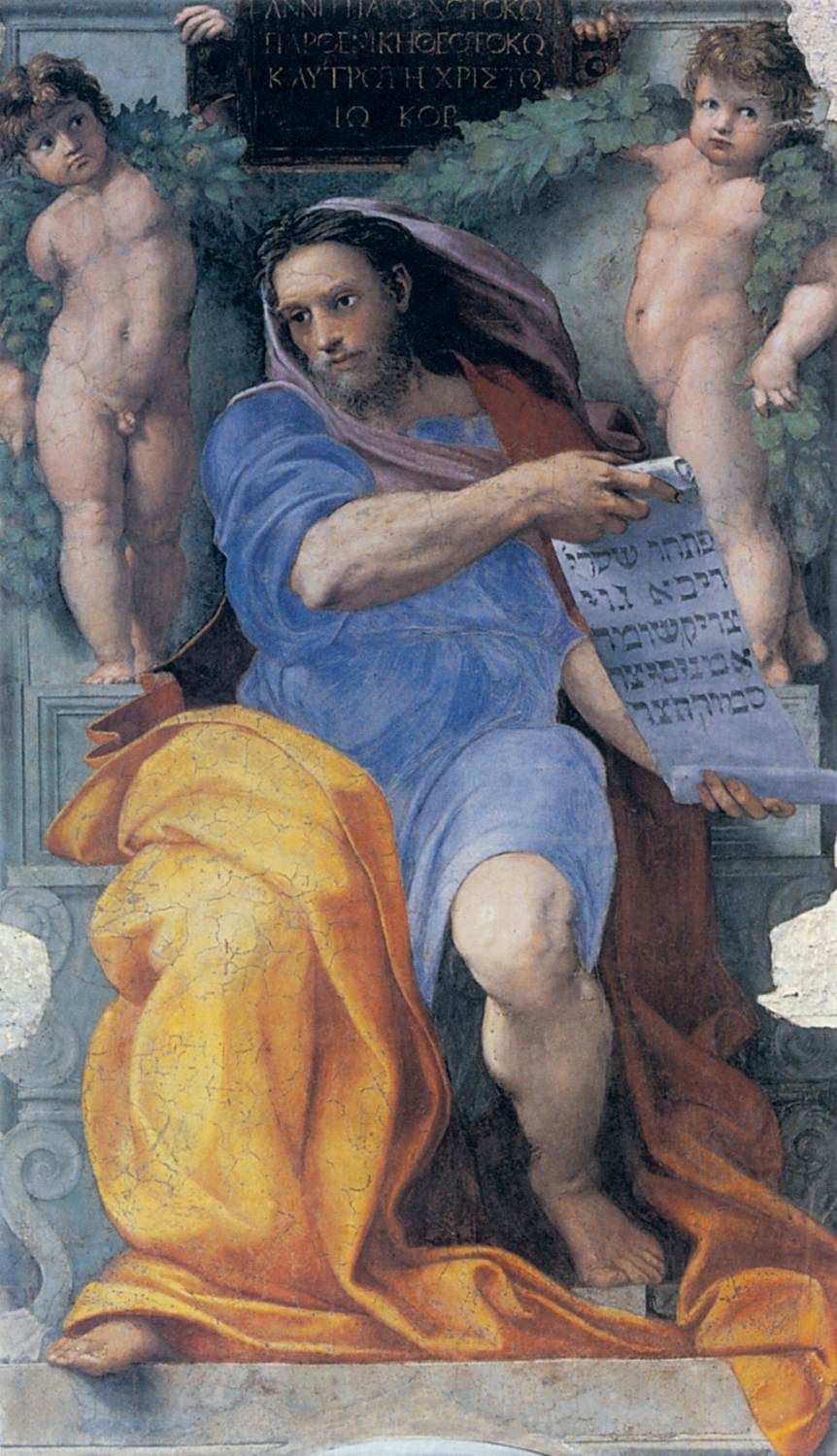
Рафаель. «Пророк Ісайя», фреска. Сант Агостіно, Рим.